# Katalonien
Katalonien (katalanska Catalunya; spanska: Cataluña; aranesiska (occitanska): Catalonha) är en autonom region i nordöstra Spanien med 7,5 miljoner invånare (2016). Katalonien omfattar de fyra provinserna Lleida, Tarragona, Girona och Barcelona. I provinsen Barcelona ligger huvudstaden med samma namn.  Katalonien gränsar i väster till Aragonien och i söder till Valencia. I norr gränsar Katalonien till franska Katalonien (Roussillon) i Frankrike och till Andorra.
Regionen Katalonien domineras ekonomiskt av Barcelona, Spaniens näst största stad och mittpunkten i en starkt urbaniserad region. Området var ett av de första som industrialiserades i Spanien, och staden har därefter blivit både bas för Spaniens förlagsindustri och en växande turistnäring.
Katalonien är ett centrum för det katalanska språket, som under medeltiden dominerade inom större delen av Aragonska kronan och numera är spritt inom de "katalanska länderna". Regionen har omväxlande haft självstyre eller upplevt nationalistisk självständighetskamp (ofta till följd av kulturell förföljelse). Sedan 1980-talet åtnjuter regionen ett brett självstyre – samtidigt med en uttalad nationalism – vilket lett till samarbetssvårigheter med andra regioner och den spanska staten.
Under 2000-talet har krav på utökat självstyre motarbetats av den spanska regeringen. Under 2010-talet har regionen styrts av politiker med full separation från Spanien som mål, och stärkta av flera lokala folkomröstningar (alla olagligförklarade av Spanien) utropades 27 oktober 2017 den oavhängiga Katalanska republiken. Som en direkt följd fick den spanska regeringen mandat att avsätta regionens ledande politiker från sina poster, och direktstyre från Madrid infördes. Flera politiker kopplade till självständighetsförklaringen häktades, och ett nyval utlystes till Kataloniens parlament. Vid valet den 21 december 2017 skedde inga avgörande förändringar av styrkeförhållandena, samtidigt som den av Spanien avsatte regionpresidenten Carles Puigdemont befinner sig i politisk exil.
Efter att Quim Torra i maj 2018 valts till ny regionpresident och hans regering godkänts av Spaniens regering, inleddes en återgång från direktstyre till regional autonomi. Sedan 2024 är Salvador Illa regionpresident.

## Etymologi
Catalunya (Katalonien) började användas som namn på katalanernas hemland på sent 1000-tal. Troligen brukades namnet även dessförinnan, men som ett övergripande namn för ett område av grevskap, som var del av Septimania och Hispania och som styrdes från Barcelona.

### Teorier
Namnets ursprung är omtvistat, eftersom dokumentationen brister.
En teori är att Catalunya (på latin Gathia Launia) har sitt ursprung i namnet Gothia eller Gauthia ("Goternas land") eftersom ursprunget till Katalonien går att återfinna i Septimania, som också var känt under namnet Gothia. Från Gothia skulle sedan Gothland, Gothlandia och Gothalania ha kunnat bildas, för att slutligen nå formen Catalonia.
Under medeltiden menade bysantinska historieskrivare att Catalania anspelade på orden för goter och alaner och uppstått ur sammansättningen Goth-Alania.
Det finns gott om teorier. Här räknas några ytterligare upp:
- Catalunya kommer från begreppet "slottens rike", från ordet castlà, ett medeltida begrepp för slottsherre.[6] Därmed skulle namnet ha samma ursprung som Kastilien (Castella).
- Namnet är av keltiskt ursprung och betyder "kampens ledare". Några keltiska bosättningar i Katalonien är inte kända, men kelterna har funnits på den Iberiska halvön under förromersk tid.[7]
- Namnet härrör från det iberiska folket Lacetani, vars namn under romerskt inflytande genom en metates blev Katelans och därefter Catalans.[8][9]

## Historia

### Förhistorisk tid
Den äldsta kända bosättningen i det som nu är Katalonien är daterad till början av mellanpaleolitikum.
I Banyoles i provinsen Girona hittades 2012 den äldsta kända pilbågen i Europa, daterad till 5400–5200 f.Kr. Bågen är 108 centimeter lång och tillverkad av idegran. Under bronsåldern kom indoeuropeerna till området genom den så kallade urnefältskulturen.
På 500-talet f.Kr. anlades den grekiska kolonin Emporion vid nuvarande Spaniens östkust, utanför nuvarande Girona. Cirka 200 f.Kr. påbörjade romarna koloniseringen av Katalonien. Den romerska kolonin Hispania Tarraconensis (dagens Tarragona) existerade fram till början av 400-talet när västgoternas intåg gjorde slut på den romerska kulturen.

### Tidig medeltid (400- till 900-talet)

Marca Hispanica på 800-talet.

År 475 e.Kr. införlivades Katalonien i kungariket Tolosa, nuvarande Toulouse. Det innebar att området nu styrdes av visigoterna, som nyligen gjort sig fria från romersk överhöghet. Under den gotiske kungen Teudis (regent 531–548) blev Barcelona huvudstad i det nya riket Hispania. Redan under Athanagild (regent 551–567) flyttades huvudstaden dock till det mer centralt belägna Toletum (Toledo)
718 e. Kr. erövrades Katalonien under den muslimska erövringskampanjen Al-Andalus. 801 intog dock Karl den store Barcelona och införlivade områdena på den södra sidan av Pyreneerna i Frankerriket – som en buffertzon mot morerna – under namnet Marca Hispanica.
I detta "Spanska mark" bland fick snart grevskapet Barcelona ett dominerande inflytande. Namnet Catalaunia – sannolikt en förvrängning av "Gotholania" (Goternas land) – kom i bruk. Den sista greven att tillsättas av en frankisk kung blev den katalanske adelsmannen Wilfred den hårige, vilken bland annat tilldelades Barcelona. Wilfredo – Guifre el Pilós på katalanska – kom därigenom att grunda det framgångsrika furstehuset Barcelona. I slutet av 900-talet stod Katalonien definitivt utanför frankisk kontroll.

### Senmedeltid – från grevskap till Aragonien

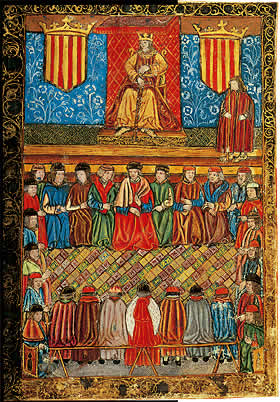
Corts Catalanes.

Katalonien förblev därefter ett självständigt feodalsamhälle fram till 1137, då det genom giftermål förenades med Kungariket Aragonien.
I det nya kungariket Aragonien utvecklades Katalonien snabbt till en stark autonom stat med betydande handelsintressen i hela Medelhavsområdet. Expansionen för området pågick fram till mitten på 1400-talet. 1229 erövrade kung Jaume av Aragonien Mallorca, och 1238 erövrades Valencia. Samtidigt utvecklade Furstendömet Katalonien ett komplext institutionellt och politiskt system bygger på idén om en pakt mellan ståndssamhälle och kungen. Lagarna måste där (sedan 1283) godkännas i Corts Catalanes, en av de första parlamentariska institutionerna i Europa och vars verksamhet hindrade kungamakten att skapa lag ensidigt.

Karta över furstendömet Katalonien år 1608

### 1400- till 1600-talet
Utslocknandet 1410 av huset Barcelona var början till regionens nedgång. 1469 etablerades en union mellan Kastilien och Aragonien, och efter giftermålet mellan Ferdinand II av Aragonien och Isabella I av Kastilien bildades Spanien.
När erövringen av Amerika därefter tog sin början inleddes en katalansk befolkningsminskning och kulturell nedgång. Man behöll dock tills vidare sin egen författning och riksständer – Les Corts Catalanes.
Under det trettioåriga kriget utbröt krig mellan Spanien och Katalonien, då spanska trupper fanns stationerade i Katalonien under kriget mellan Spanien och Frankrike. En katalansk republik utropades i Barcelona under beskydd av den franske kungen Ludvig XIII. Efter fyra år av strider vann till slut de spanska styrkorna, men Katalonien (och Spanien) fick i den efterföljande freden avträda den nordligaste delen av Katalonien – idag Roussillon – till Frankrike.

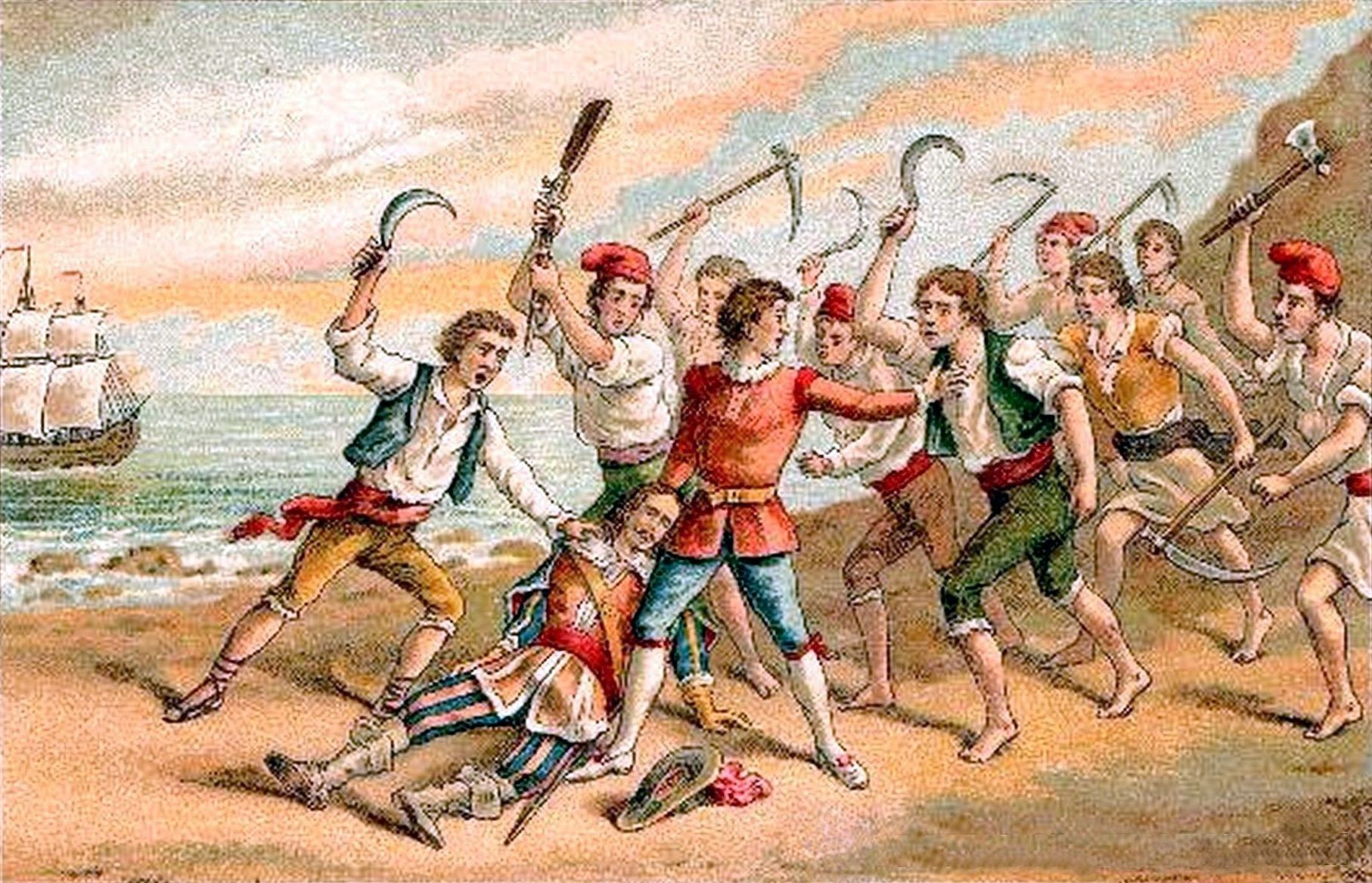
Revolten börjar i maj 1640. Målningen "Corpus de sang" av H. Miralles (1910).

### 1700- och 1800-talet
Nya strider mellan Spanien, Frankrike och Katalonien skedde i samband med spanska tronföljdskriget (1701-1714). Katalonien lierade sig med den habsburgska, förlorande sidan, och Barcelona förstördes till stora delar efter en 13 månader lång och blodig belägring. Sista dagen som försvararna höll stånd – 11 september 1714 – har därefter lett till utropandet av 11 september som Kataloniens nationaldag. Efter belägringen av Barcelona upphävdes det katalanska självstyret, och regionen hamnade under spanskt direktstyre.
Så småningom återhämtade sig den regionala ekonomin någorlunda, och Barcelona blev en av städerna som 1778 inledde handel med de amerikanska kolonierna. Under Napoleontiden utbröt dock Spanska självständighetskriget, vilket ånyo förödde delar av Katalonien.
Under 1800-talet var Katalonien part i tre nya tronföljdskrig, som fått namn efter den tilltänkte tronföljaren Don Carlos. Dennes anhängare kallades carlister. De tre spanska carlistkrigen – 1834–1840, 1846–1849 och 1872–1876 - utkämpades till stora delar på katalansk mark, och i alla tre konflikterna förlorade den carlistiska sidan.

### Sent 1800-tal till Francos död

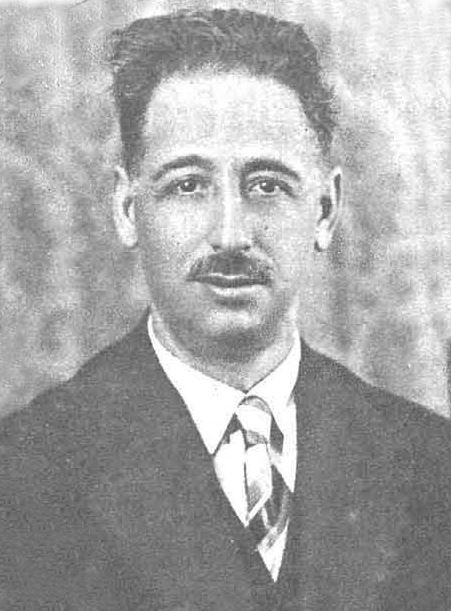
Lluís Companys, president i Katalonien (1933-1940), mördad av Francos regering genom arkebusering.

Trots 1800-talets krig påbörjades samtidigt en ekonomisk tillväxt och industrialisering i Katalonien. I slutet av århundradet skedde en kulturell katalansk renässans, och runt det förra sekelskiftet grundades flera katalanska politiska partier.
På 1910- och 1930-talet utökades Kataloniens självstyre (bland annat via en nya regioninstitutionen Katalanska samväldet). Men fick större självständighet under den Andra spanska republiken (1931-1939), men spanska inbördeskriget satte därefter stopp för den regionala autonomin. Under Francos fyra decennier vid makten undertrycktes katalansk kultur och språk, trots vissa lättnader under 1960-talet. Under efterkrigstiden kom återigen Barcelona att bli centrum i en stark tillväxtregion, med inflyttning från andra delar av Spanien och ökad turism.

### Fram till 2006
Efter Francos död blev Spanien en federation med självstyrande regioner. Från och med 1970-talet drabbades landet också av politisk terrorism i två av regionerna; ETA ägnade sig under flera decennier åt att med våld försöka göra Baskien självständigt, medan EPOCA (L'Exèrcit Popular Català, 'Katalanska folkarmén'; 1976–80) och Terra Lliure ('Fritt Land'; upplöst 1995) var de mer kortlivade katalanska motsvarigheterna.
Sedan 1980-talet har Katalonien upplevt en stegrande katalansk nationalkänsla. Till skillnad mot i andra delar av Spanien har Katalonien under princip hela perioden styrts av (lokala katalanska) nationalistpartier, och det katalanska språket har blivit symbolen för Kataloniens skillnad mot Spanien. På senare års 11 september-firanden har man arrangerat stora självständighetsmanifestationer, och november 2014 ägde en rådgivande folkomröstning om Kataloniens politiska status rum. Eftersom denna inte utlysts i samförstånd med spanska staten gav den inget konkret resultat, trots överväldigande stöd för självständighet (men lågt röstetal).

### Efter 2006
2006 uppdaterades de katalanska autonomistatuterna, efter avtal med Spaniens sittande regering och folkomröstning i Katalonien. Det slutliga stadfästandet i spansk lag skedde dock först 2010 och först efter att Spaniens författningsdomstol underkänt de flesta av ändringarna. Detta har bidragit till den politiska spricka mellan regionen och Spaniens styre som under 2010-talet lett till en spansk konstitutionell kris.
Vid 2015 års regionval kom en knapp majoritet av platserna i det regionala parlamentet att tillfalla partier som strävar mot full självständighet. I brist på en officiellt sanktionerad folkomröstning såg självständighetspartierna regionvalen som en ställföreträdande folkomröstning, och under 9 november 2015 röstade regionparlamentet igenom att inleda en process mot unilateral separation från Spanien. Detta har samtidigt fått Spaniens regering att anmäla det hela till landets författningsdomstol, med målet att upphäva beslutet, kunna lagföra inblandade katalanska politiker och som yttersta åtgärd dra in hela regionens autonomi.
Sedan sommaren 2017 har Spaniens regering försökt att med olika medel hindra den ensidigt utlysta folkomröstningen. Den 20 september inleddes Operation Anubis, en samlad polisinsats som mer handgripligt verkar med samma mål. De olika polisingripandena, folkomröstningen och den övergripande konflikten mellan Barcelona och Madrid har fördjupats till en konstitutionell spansk kris. Den katalanska, ensidigt drivna självständighetsprocessen (se Politik-avsnittet) utmynnade 27 oktober i ett utropande av den oavhängiga Republiken Katalonien och det samtidiga indragandet av regionens autonomi. Det har väckts åtal mot regionstyret, som avsatts och som i maj 2018 ersattes av ett nytt styre på basis av nyvalen till parlamentet den 21 december. Under höstens turbulens flyttade över 1000 katalanska företag flyttat sina huvudkontor ut ur regionen, vissa tillfälligt och andra för gott.
Parlamentsvalen 21 december 2017 ledde inte till några avgörande maktförskjutningar mellan unionister och självständighetsivrare. Den spanska regeringens Partido Popular förlorade dock nästan alla sina platser, medan dess stödparti Ciutadanos samtidigt nådde en position som största parti i parlamentet. Den av Spanien avsatte regionpresidenten Carles Puigdemont befinner sig fortsatt i politisk exil i Belgien.
I februari 2019 inleddes rättegången mot Kataloniens självständighetsledare i Spaniens högsta domstol.

## Natur

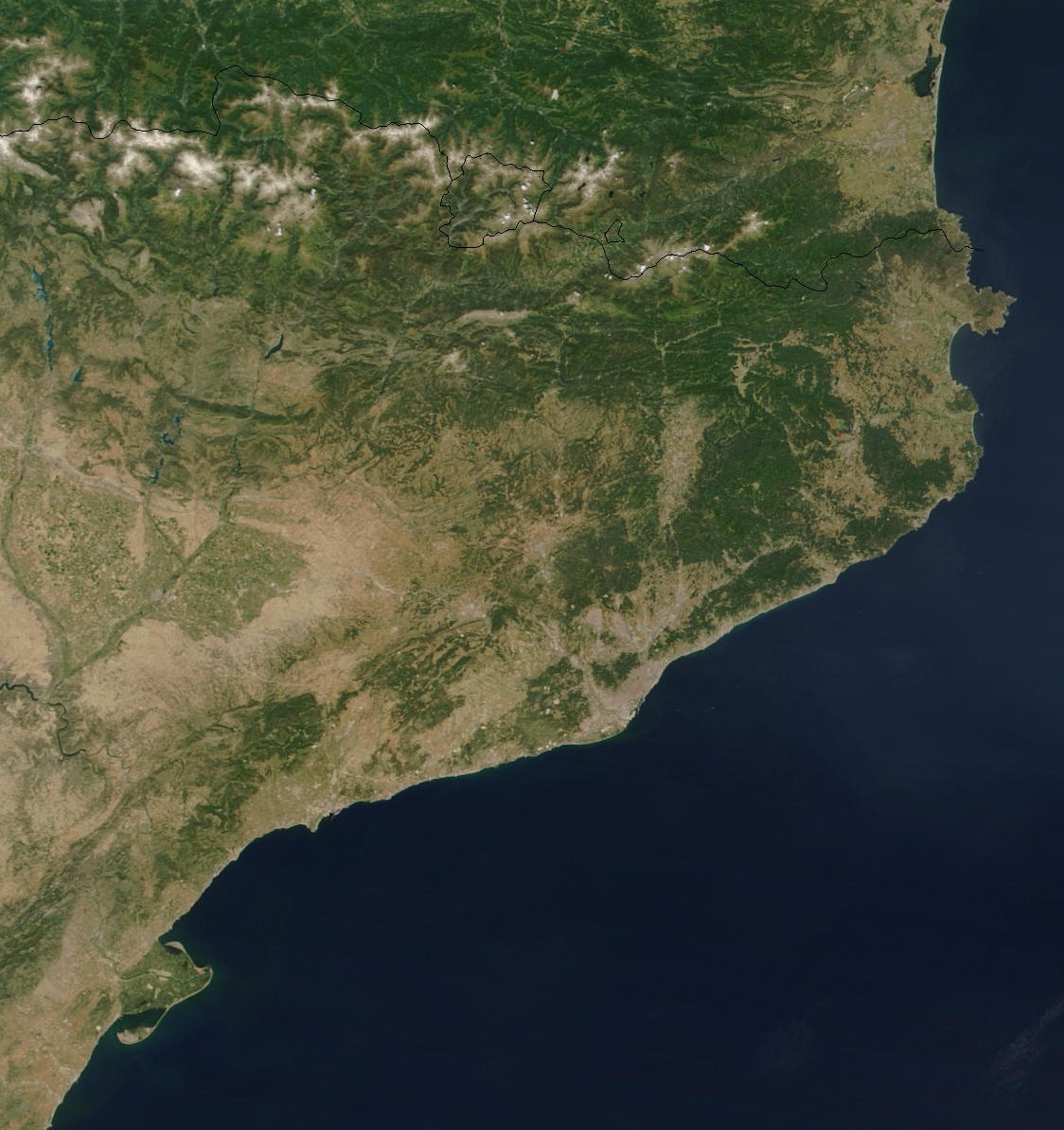
Satellitfoto av Katalonien. Grönt är skogklädd terräng.

Katalonien täcker en yta av cirka 32 000 km². Den begränsas i norr av Andorra (65,3 kilometers gräns) och Frankrike (315 km), i väster av Aragonien (359,9 km), i söder av Valenciaregionen (52,9 km) och i öster av Medelhavet. Dess geografiska belägenhet har sedan medeltiden medfört en nära kontakt med övriga länder och områden i grannskapet.
Ungefär 26 procent av Kataloniens yta användes 2012 som odlingsmark, 64 procent utgjordes av skogar, Macchia, ängar och annan betesmark, 3 procent saknade helt vegetation och återstående 7 procent var stadsområden och ”övrigt”.

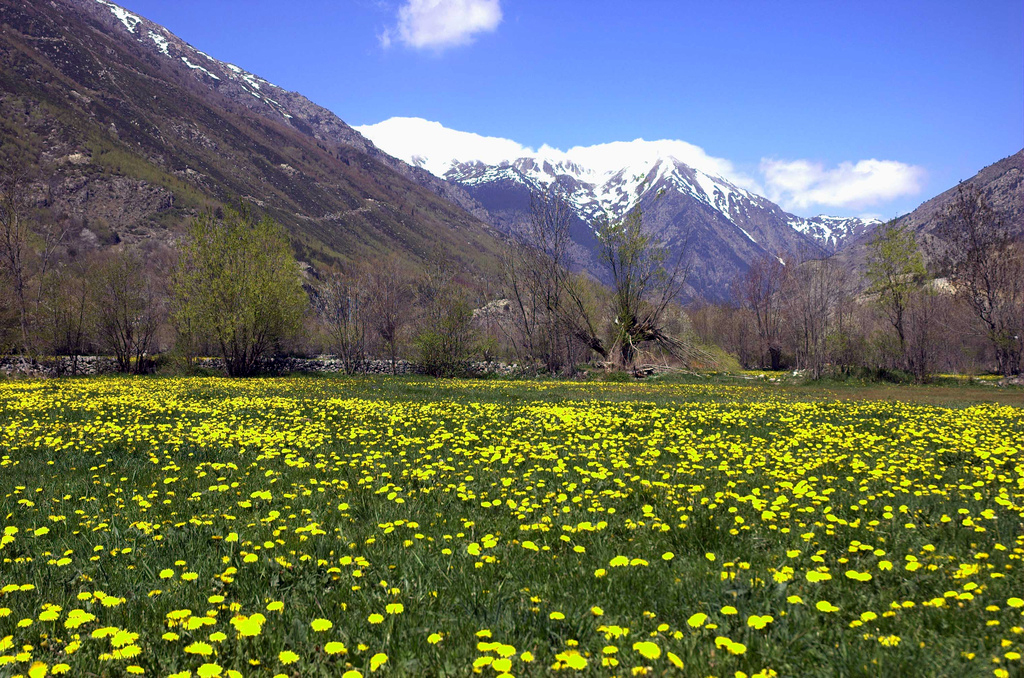
Exklaven Llivia, norr om gränsen till Frankrike.

Katalonien har formen av en triangel som med sin bas stöder sig på Pyrenéerna i norr och där löper utmed gränsen mot Frankrike, medan den i söder sänker sig ned mellan Aragonien och Medelhavet till dess att spetsen berör Valencia. Bortom den franska gränsen finns en exklav på 14 km² (stadskommunen Llívia), omgiven av franska departementet Pyrénées-Orientales.

### Topografi
|  | Pyrenéerna |

|  | Förpyrenéerna |

|  | Centrala katalanska sänkan |

|  | Mindre bergskedjor inom den Centrala sänkan |

|  | Katalanska transversala kedjan |

|  | Katalanska förkustkedjan |

|  | Katalanska kustkedjan |

|  | Katalanska kustsänkan samt andra kustnära eller inåt land liggande slätter |

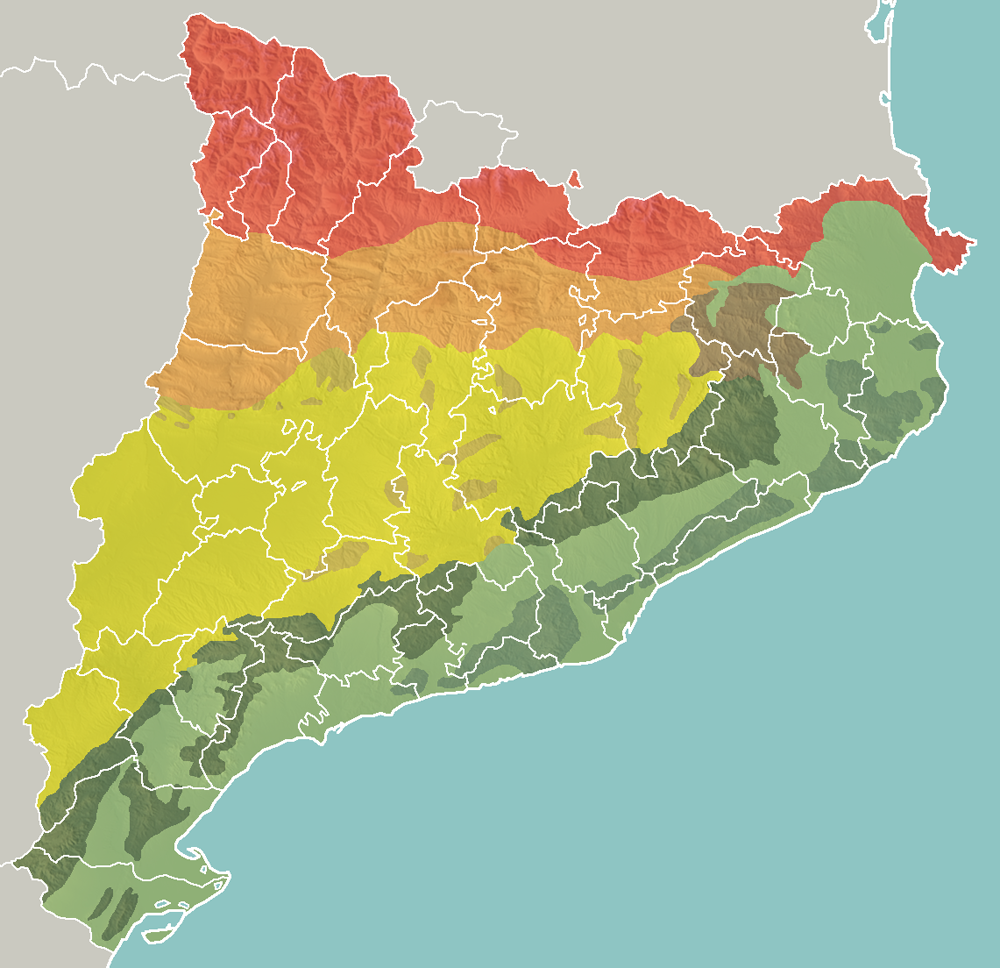
Geomorfologisk karta över Katalonien (den gröna zonen i söder sträcker sig ytterligare 80 km in i Valenciaregionen):

Den katalanska topografin är mycket mångskiftande, mellan de två ytterligheterna i form av 580 km medelhavskust i söder/öster och över 3000 meter höga bergstoppar i norr. Förenklat kan topografin indelas i tre större landformer:
- Pyrenéerna – bergskedjan som avgränsar Iberiska halvön från det kontinentala Europa, belägen i norra Katalonien.
- Katalanska bergen (katalanska: Sistema Mediterrani Català eller Serralades Costaneres Catalanes) – ett veckningssystem av höjder och mellanliggande sänkor som löper parallellt med medelhavskusten.
- Centrala katalanska sänkan – ett slättområde som dominerar området öster om Ebros dalgång.

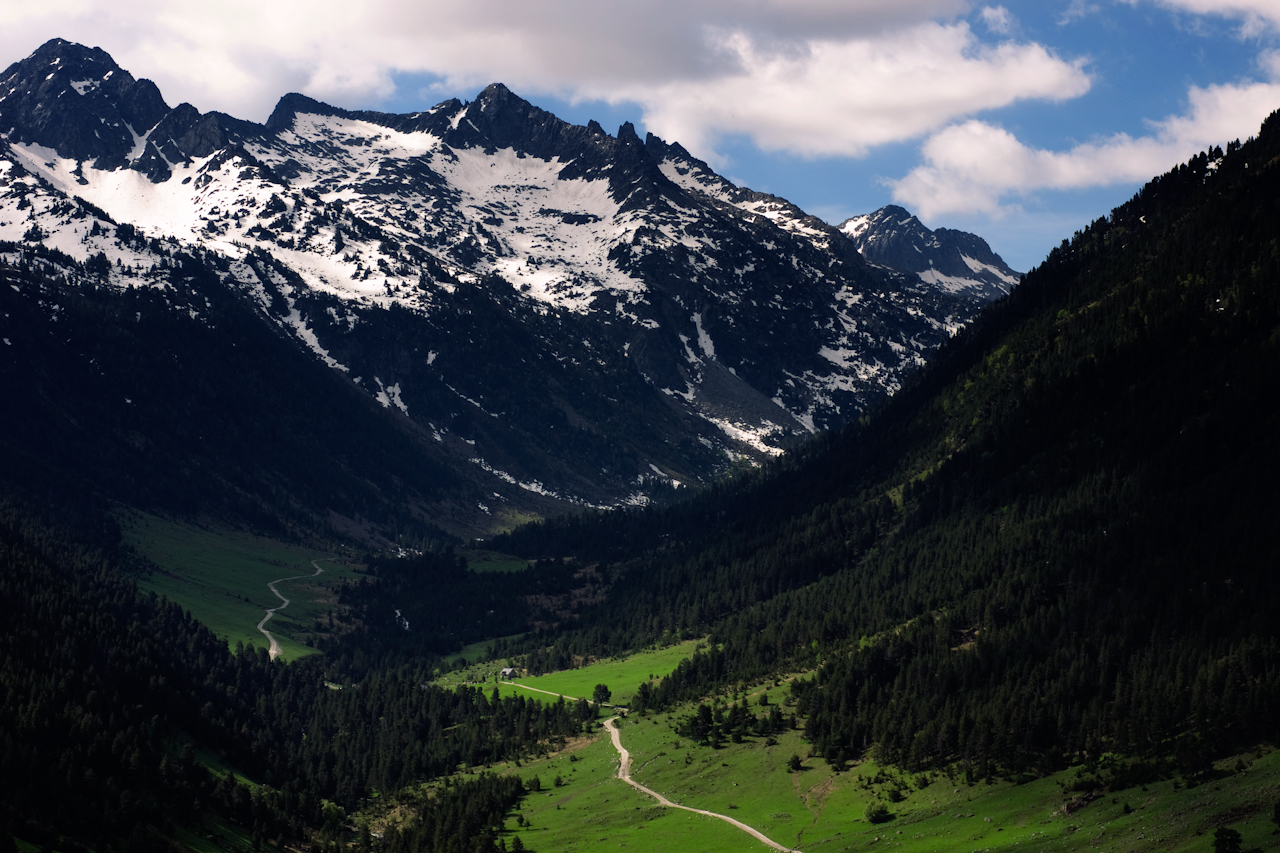
Val de Ruda i Arandalen.

Den katalanska delen av Pyrenéerna är cirka 200 km lång, vilket motsvarar cirka hälften av bergskedjans totala längd. De högsta topparna ligger i väster, inklusive Pica d'Estats ('Staternas topp', 3154 m ö.h.) på gränsen mellan Spanien och Frankrike. Söder om de egentliga Pyrenéerna löper parallellt de lägre Förpyrenéerna.
De katalanska bergen består främst av två parallella bergskedjor som löper parallellt med medelhavskusten. Den närmast kusten (Katalanska kustkedjan, Serralada Prelitoral) är den minsta och den med de lägsta bergen (inklusive Tibidabo – 512 m ö.h. – norr om centrala Barcelona). De katalanska förkustbergen (Serralada Litoral) är både längre och högre (inklusive Montserrat – 1235 m ö.h. – väster om Barcelona). De båda bergskedjeveckningarna kompletteras av ett antal mellanliggande sänkor, inklusive Kustslätten (Depressió Litoral) och Förkustslätten (Depressió Prelitoral). Den förstnämnda slätten bildar grund för de slättområden nära Barcelona som benämns Vallès och Penedès.
Det här bergskedjesystemet inkluderar också den Katalanska transversala kedjan, vilken i öster löper norrut och samman med Pyrenéerna. Geologiskt inkluderas här också de subpyrenéiska bergen som ansluter i väster. Dessa mindre bergsområden är av senare geologiskt datum och har delar som är vulkaniskt bildade, i comarcan Garrotxa.
Den Centrala katalanska sänkan är en utbredd slätt belägen mellan Pyrenéerna och Katalanska förkustkedjan. Den motsvarar comarcorna i södra delen av Lleidaprovinsen samt i centrala Katalonien och befinner sig på 200–600 meters höjd över havet. Den flacka terrängen samt tillgången till vatten (genom vattendragen som rinner söderut från Pyrenéerna) gör området bördigt, och det genomlöps av ett antal kanaler för konstbevattning.

### Hydrografi

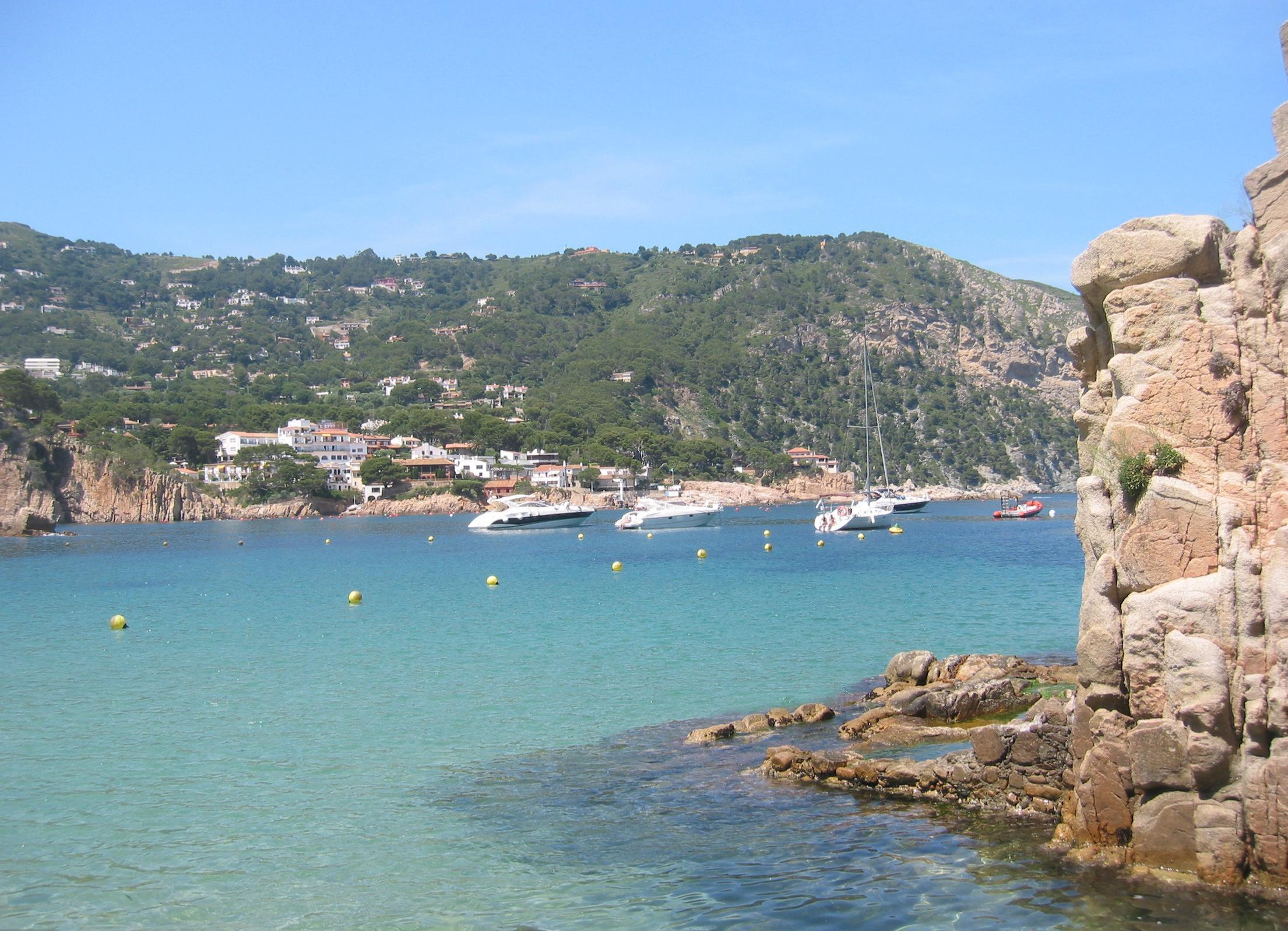
Aigua Blava vid Costa Brava-kusten.

I stort sett alla vattendrag i Katalonien rinner mot och ut i Medelhavet. Vattendragen kan delas in i två typer:

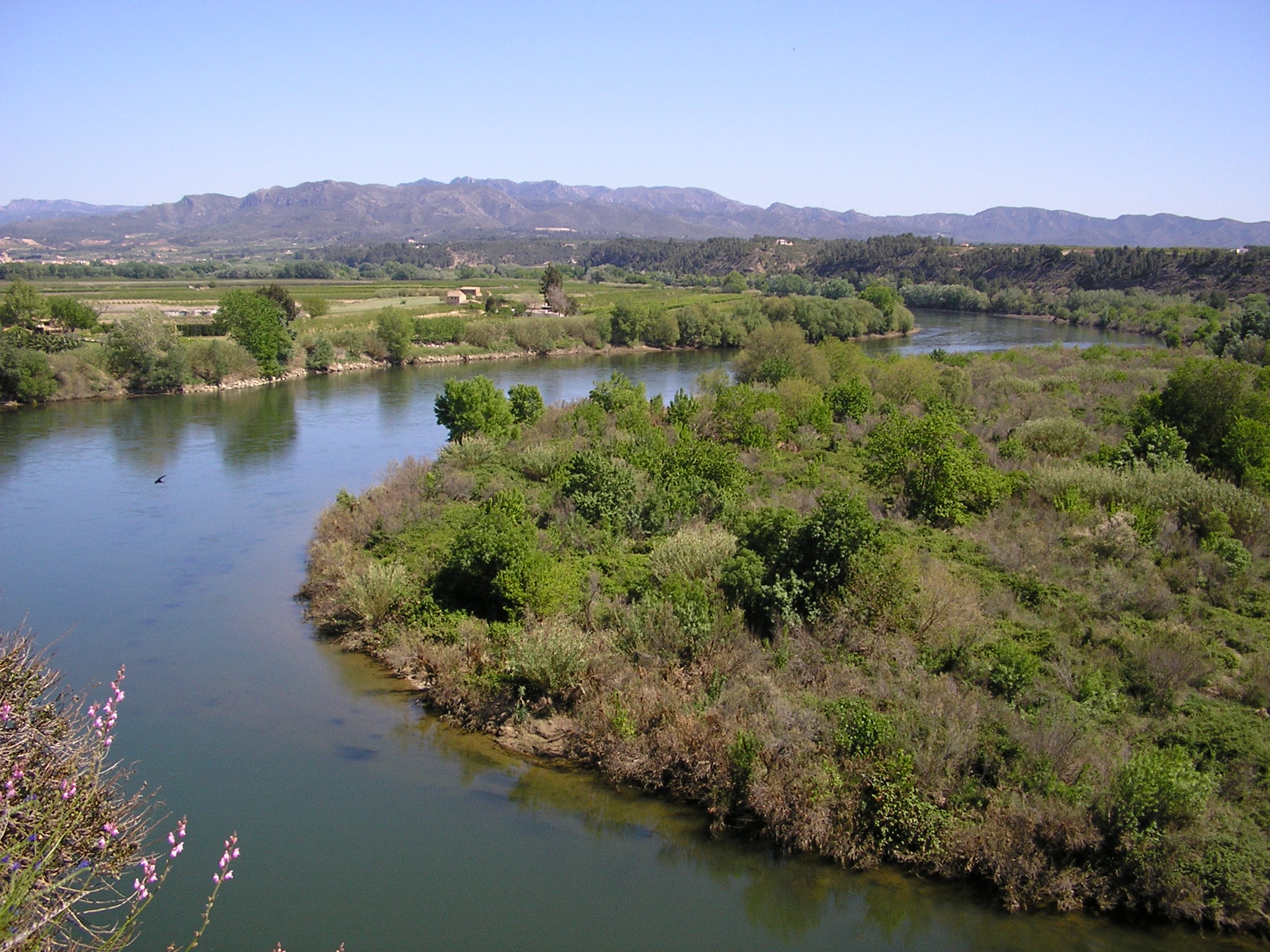
Ebro vid Miravet.

- Ebro – rinner in i Katalonien från Aragonien i väster och faller ut i Medelhavet i sydligaste delen av regionen. I den katalanska delen av Ebro faller ut vänsterbifloden Segre samt dess egna biflöden Noguera Ribagorçana (gränsflod mot Aragonien) och Noguera Pallaresa. Den tillför i snitt 426 m³ vatten till Medelhavet.
- Katalanska kustfloder – bland annat Fluvià, Ter, Tordera och Llobregat, där den sistnämnda störst. Den lilla Sènia bildar gräns i söder mot Valenciaregionen. Tillsammans tillför dessa floder i snitt drygt tiondelen av Ebros mängd vatten till Medelhavet.

Dessutom avvattnas 1,73 procent av Kataloniens territorium av Garonne, vilken mynnar i Atlanten.
Katalonien genomlöps dessutom av ett antal underjordiska floder. Iberiska halvön har inga större sjöar, men i Pyreenéerna finns ett antal mindre (varav Banyoles är störst). Dessutom är Ebro och vissa andra vattendrag i Katalonien på sina ställen uppdämda.
Den katalanska 500 km långa kusten är relativt rätlinjig och i stort sett utan större halvöar eller vikar. De enda större undantagen är halvön Cap de Creus och viken Golf de Roses i norr, liksom Ebros stora delta i söder.

### Klimat
Katalonien har till största delen ett medelhavsklimat. Landets bergiga beskaffenhet gör dock att klimatet är mindre varmt än vad man skulle kunna vänta av läget – i jämnhöjd med mellersta Italien. Årsmedeltemperaturen varierar mellan 0 °C i Pyrenéerna och 17 vid kusten i söder. Uppmätta maxtemperaturer är 43 grader (vid Garrigues) och −30 grader (i Pyrenéerna).
Nederbördsmässigt kan Katalonien delas in i två olika delar:
- Fuktiga Katalonien – Pyrenéerna, Förpyrenéerna, Subpyrenéerna och enstaka bergsområden i Katalanska förkustkedjan, där årsnederbörden överstiger 700 mm
- Torra Katalonien – resten av regionen, med en årsnederbörd understigande 700 mm

Nederbörden är mer ymnig vissa tider på året. Vid Medelhavskusten är vårarna regniga och somrarna torra. Uppe i Pyrenéerna är somrarna regniga, med högst månadsnederbör i maj och juni.
Med hänsyn till både temperatur och nederbörd kan Katalonien delas in i tre större klimatområden, nedan definierade enligt Köppens system:
- Dfb – kalltempererat, helårsregn och varm sommar (Pyrenéerna)
- Cfb – varmtempererat, helårsregn och varm sommar (större delen av regionen)
- Csa – varmtempererat, vinterregn, het sommar (kusten i söder)

Andra klimatsystem gör delvis en annan uppdelning. Bland annat kan de högsta Pyrenéerna ibland märkas ut med ett alpint klimat, och Garonnes dalgång på nordsidan av Pyrenéerna med ett atlantiskt klimat. Vid en sådan indelning noteras ofta resten av Katalonien med medelhavsklimat, ibland uppdelat i en klimattyp för högre liggande bergsregioner och en annan för lägre liggande områden.

### Naturskydd

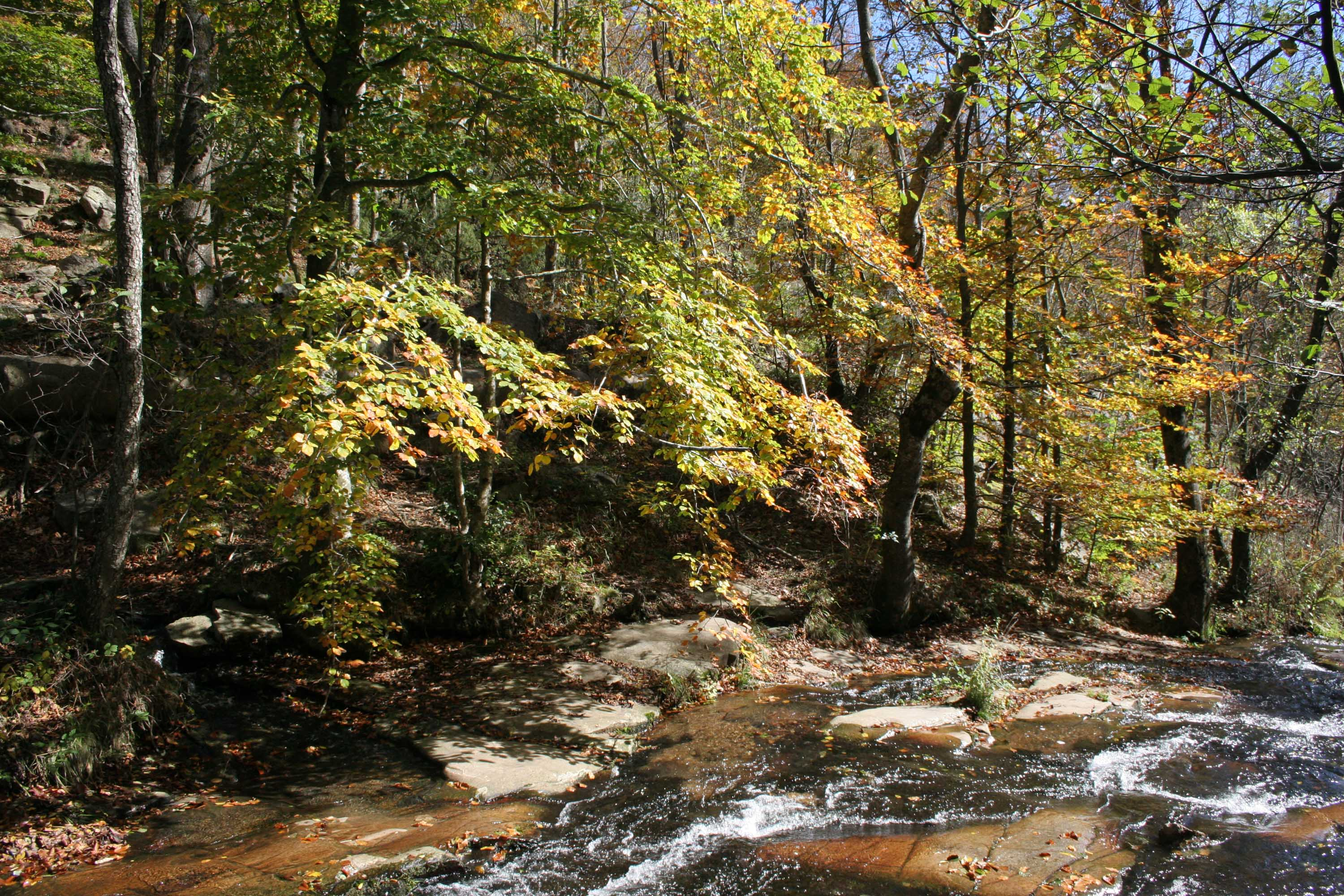
Montseny på hösten.

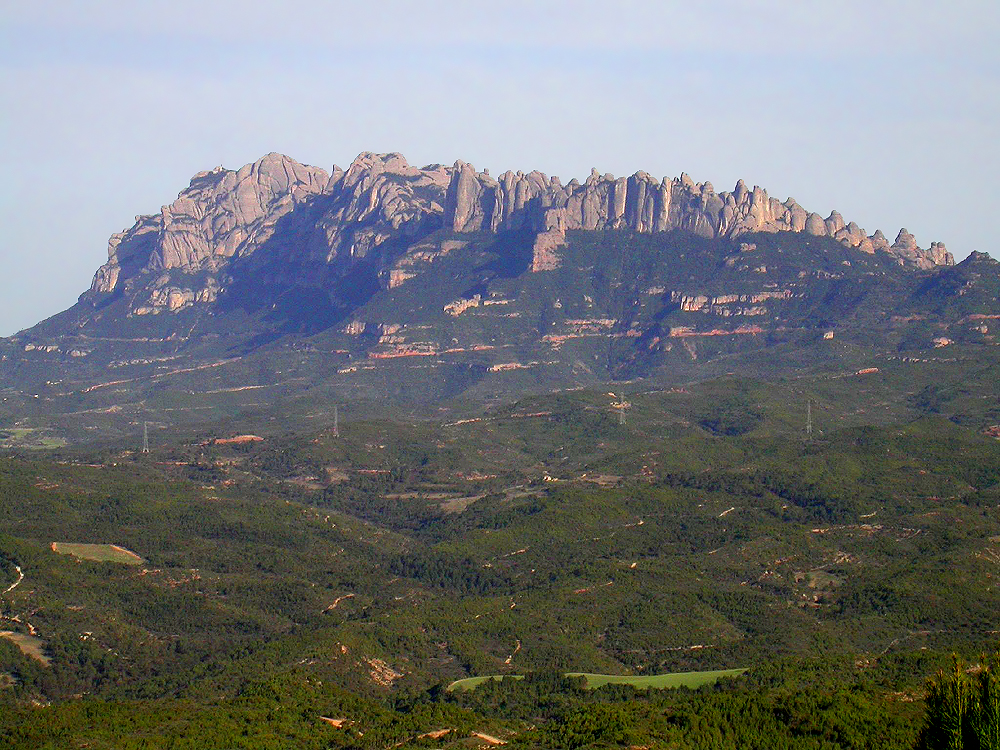
Bergsmassivet Montserrat, numera naturpark.

år 1990 skapade den katalanska regionregeringen Consell de Protecció de la Natura ('Naturskyddsrådet'), ett rådgivande organ i frågor om rör natur- och landskapsskydd och med uppgift att lära känna, studera, skydda och förvalta skyddsvärd natur i Katalonien. Det finns i Katalonien:
- 11 naturparker: Parc Natural de l'Alt Pirineu (Pyrenéerna), Aiguamolls de l'Empordà, Parc Natural de Cadí-Moixeró, Cap de Creus, Ports de Tortosa-Beseit (hamnarna i Tortosa och Beseit), Parc Natural del Delta de l'Ebre (Ebros delta), Parc Natural del Montseny, Montserrat, Sant Llorenç del Munt, Serra de Montsant, och Zona volcànica de la Garrotxa
- 1 nationalpark: Aigües Tortes-Sant Maurici nationalpark
- 1 naturreservat: Delta del Llobregat
- 1 marint reservat: Illes Medes

### Biologisk mångfald och miljö
Katalonien erbjuder en mångfald av europeiska ekosystem på en begränsad yta. På dess dryga 30 000 km² finns både slätter, berg, floder, hav, skogar och en mångfald av geologi, jordmåner och klimat. Här finns stora obefolkade områden, medan de över sju miljoner invånarna bor på 30 procent av landarealen – mest utefter kusten. Här finns stora stadsområden med tätt utlagda kommunikationsnät. Området tar också årligen emot över 20 miljoner turister, vilket utsätter miljön för ytterligare påfrestningar. År 2012 deponerades 193 kg sopor per person, vilket var något högre än snittet inom EUm en betydligt lägre än riksgenomsnittet i Spanien.

## Styre och politik

### Författning och styre

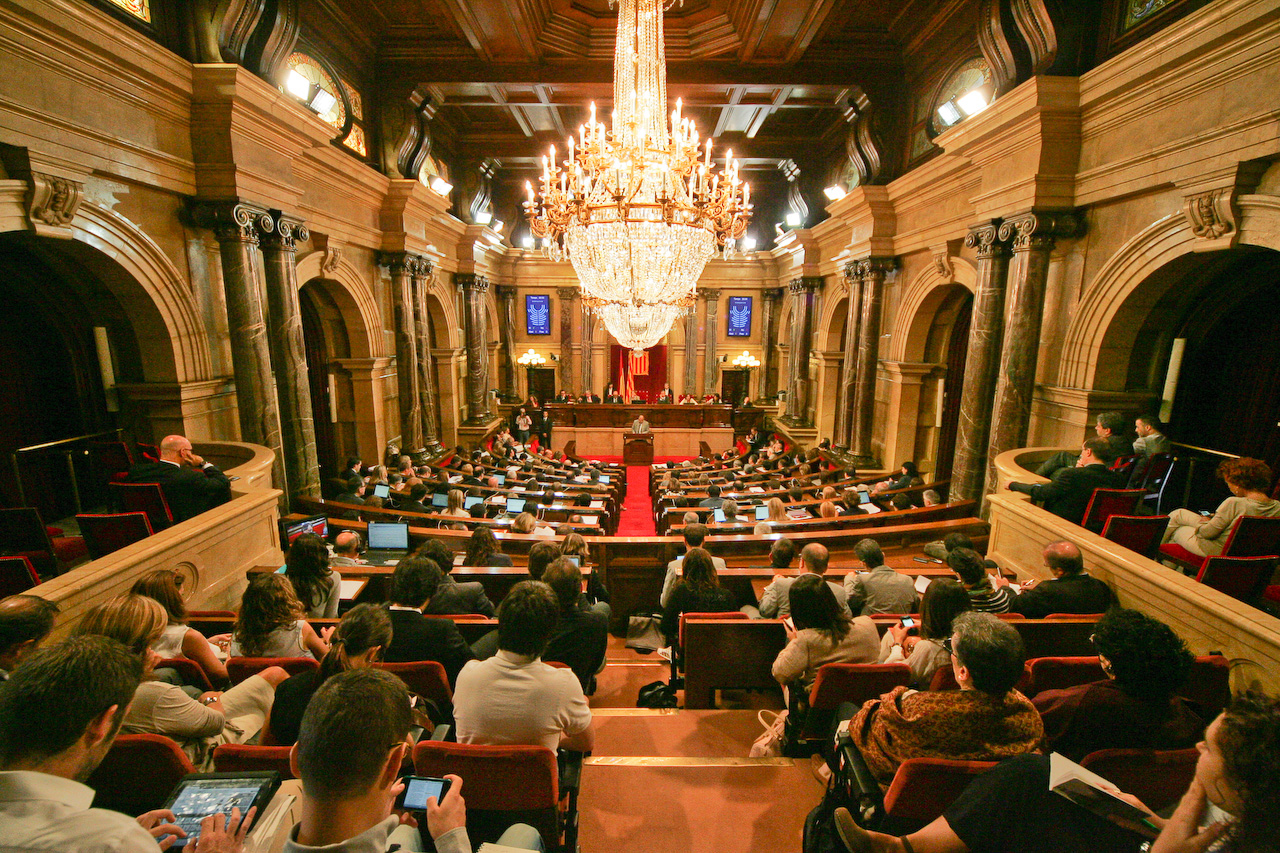
Kataloniens parlament består av 135 ledamöter.

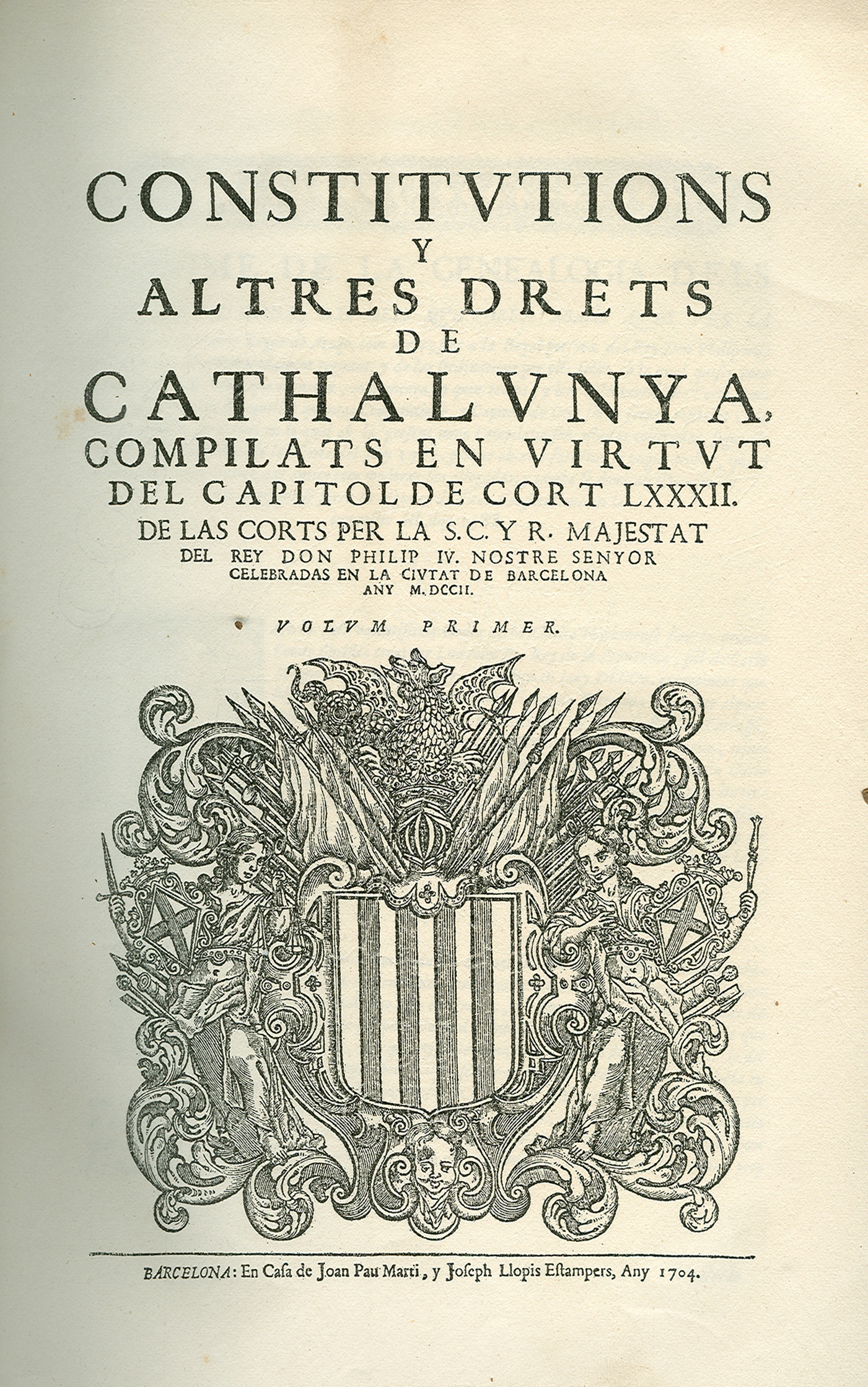
Dagens katalanska författning (autonomistatuter) har flera föregångare, inklusive denna från 1702.

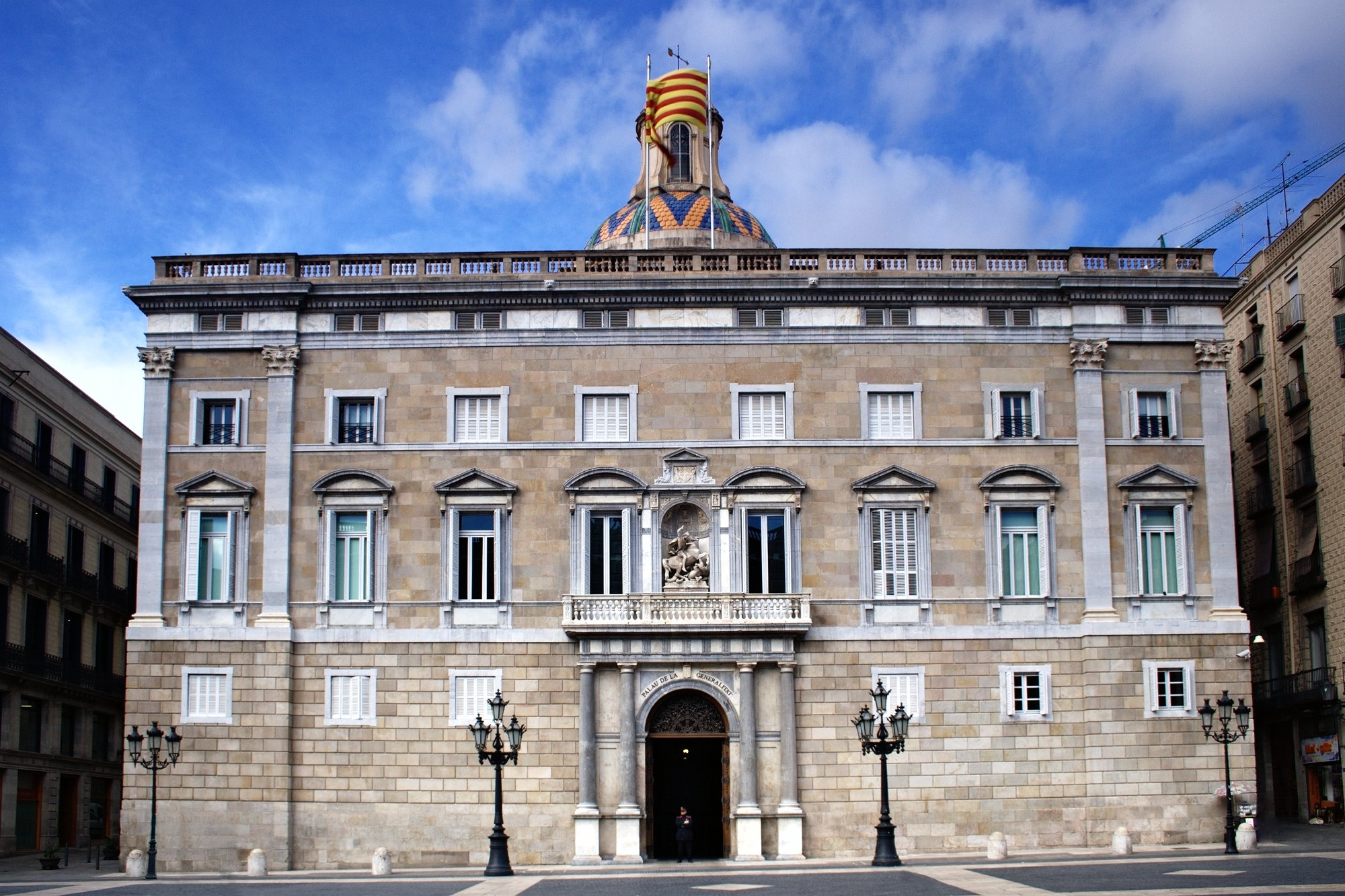
Palau de la Generalitat, säte för Kataloniens regering och belägen i Barcelona.

Den autonoma regionen Katalonien baserar sitt styresskick på de katalanska autonomistatuter som etablerats i enlighet med Spaniens författning från 1978. Regionen har, som andra spanska autonoma regioner, ett långtgående självstyre, vilket efter omskrivna autonomistatuter från 2006 ytterligare vidgats.
Regionstyret – Generalitat de Catalunya – består i första hand av ett parlament, en regionspresident samt en regering (Consell Executiu, "Verkställande rådet"; oftast benämnt el Govern, "Regeringen"). Parlamentet stiftar de regionala lagarna, godkänner regionbudgeten och kontrollerar presidentens och regeringens verksamhet. Regionpresidenten (2016–2017 Carles Puigdemont) är både regionstyrets högste representant och samtidigt den spanska statens högste tjänsteman i regionen; presidenten leder det regionala regeringsarbetet och fungerar därför som en regional "regeringschef". Kataloniens regering leds av presidenten, första regionrådet (conseller primer) samt övriga regionråd; regeringens verksamhet är bland annat knutet till utbildning, hälso- och sjukvård samt kultur.
Därutöver består regionstyret av tre kontrollorgan. Dessa är sedan juli 2013 Síndic de Greuges (tar upp klagomål från allmänheten gentemot regionadministrationen; motsvarande Sveriges Justitieombudsmannen), Sindicatura de Comptes (kontrollerar hur budgetmedlen används; motsvarande Sveriges Riksrevisionen) och Oficina Antifrau de Catalunya (stävjar korruption inom systemet). Dessutom finns en dömande verksamhet, ledd av Tribunal Superior de Justícia de Catalunya ("Kataloniens högsta domstol").
Katalonien har ett eget polisväsen – Mossos d'Esquadra. Det lyder sedan 1980 under regionstyret, och sedan 2008 har det övertagit det allra mesta av den katalanska verksamheten hos Spaniens Guardia Civil och Policía Nacional. Den spanska polisen har dock kvar ansvar för säkerheten i hamnar, på flygplatser, längs med kusten och landgränsen, ID-handlingar och skyddsarbete mot vapenhandel samt ekonomisk brottslighet. Den regionala polisen är å sin sida främst ansvarig för trafiksäkerheten, säkerhet på allmän plats, katastrofhjälp, allmän brottsbekämpning och hantering av civilrättsliga mål.

### Administrativ indelning
Provinser

Administrativ indelning av Katalonien. De röda linjerna avgränsar regionens fyra provinser, medan de färgade områdena motsvarar provinsernas ännu inte införda ersättare – vegueriorna.

Katalonien är indelat i fyra provinser. Invånarantal är angivna för 1 januari 2013.
- Barcelona – 5 540 925
- Girona – 761 632
- Lleida – 440 915
- Tarragona – 810 178

Indelningen i provinser har sin bakgrund i den franska ockupationen under Napoleon-krigen i början av 1800-talet. Tidigare hade Katalonien varit indelad i veguerior, närmast motsvarande härader eller grevskap. Vegueriorna fanns redan i det medeltida Katalonien och existerade fram tills att de 1716 ersattes av corregimientos, en kastiliansk länsindelning som infördes i samband med att det katalanska självstyret avskaffades.
Det ånyo självstyrande Katalonien har sedan 2001 försökt ersätta indelningen i fyra provinser med sex eller sju veguerior, senast 2010 med nämnandet av dem i den regionala lagstiftningen. Ännu (2014) har systemet dock inte genomförts i praktiken, delvis på grund av att det spanska juridiska systemet förutsätter provinsindelning av de autonoma regionerna.
Områden

Katalonien utgörs av 41 områden, så kallade comarcor (grevskap). Den nuvarande indelningen har sitt ursprung i ett dekret från 1936, ”Generalitat de Catalunya”, som emellertid avskaffades av general Franco 1939. Indelningen återupptogs 1987 och 1988 utökades antalet med tre ytterligare, Alta Ribagorça, Pla d'Urgell och Pla de l'Estany, till nuvarande 41.
Val d'Aran (Aran-dalen) har en särskild status. Dess autonoma styre kallas Conselh Generau d'Aran.
Större kommuner och orter

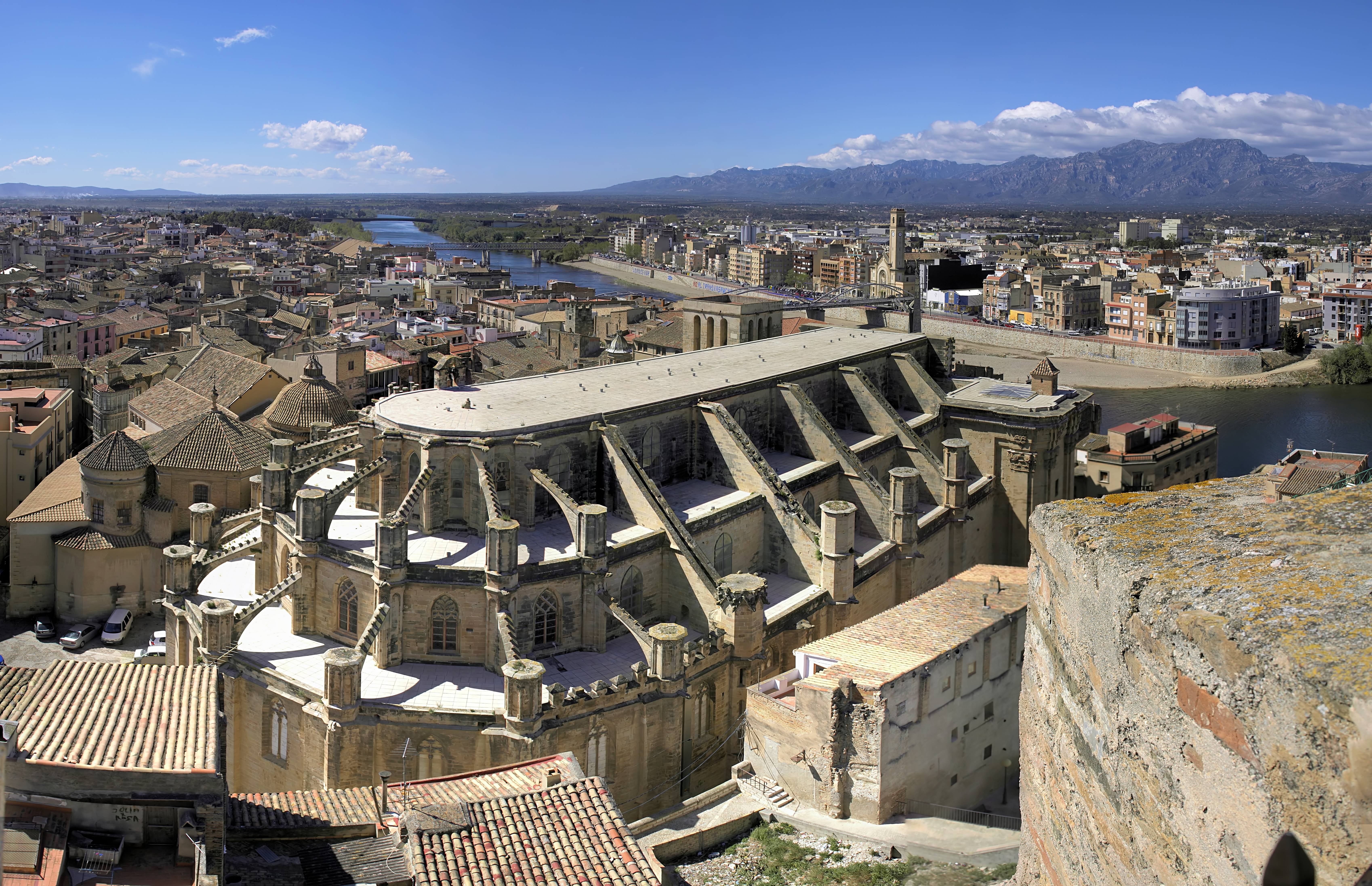
Tortosa i Tarragona-provinsen.

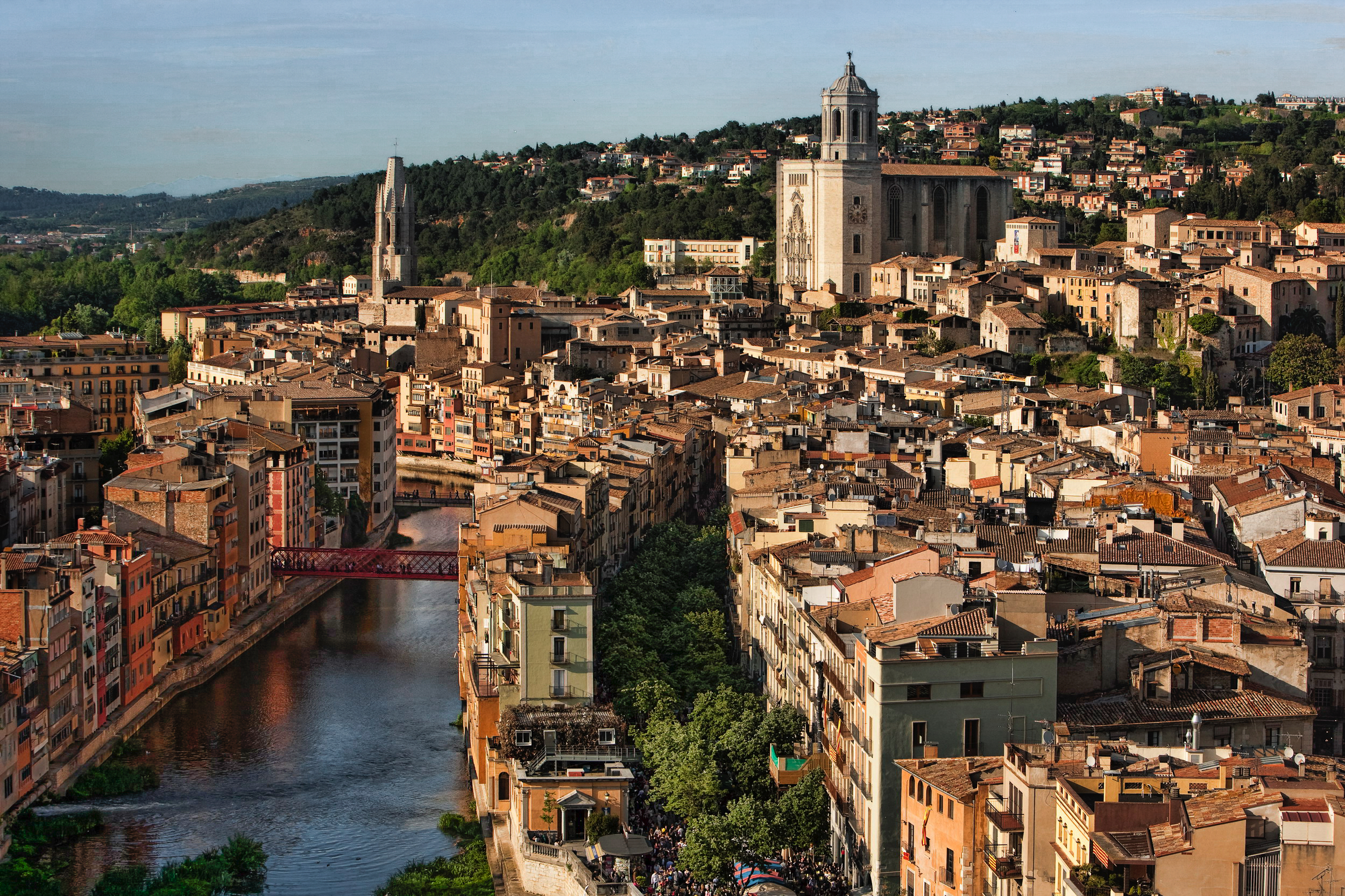
Girona.

År 2014 fanns det 947 kommuner i Katalonien. Nedan listas de tio största kommunerna efter invånarantal (2014):
| #  | Kommun                    | Comarca           | Invånare 2014 | Invånare 2011 |
| -- | ------------------------- | ----------------- | ------------- | ------------- |
| 1  | Barcelona                 | Barcelonès        | 1 602 386     | 1 621 537     |
| 2  | L'Hospitalet de Llobregat | Barcelonès        | 253 518       | 257 038       |
| 3  | Badalona                  | Barcelonès        | 217 210       | 219 547       |
| 4  | Terrassa                  | Vallès Occidental | 215 517       | 210 941       |
| 5  | Sabadell                  | Vallès Occidental | 207 444       | 206 493       |
| 6  | Lleida                    | Segrià            | 139 176       | 139 809       |
| 7  | Tarragona                 | Tarragonès        | 132 199       | 133 545       |
| 8  | Mataró                    | Maresme           | 124 280       | 124 099       |
| 9  | Santa Coloma de Gramenet  | Barcelonès        | 118 738       | 119 717       |
| 10 | Reus                      | Baix Camp         | 104 962       | 106 790       |

Kataloniens befolkning är i hög utsträckning koncentrerad till det centrala området nära Barcelona, i första hand till Barcelonès, Vallès Occidental och Vallès Oriental samt omgivande comarcor. Av ovanstående tio kommuner är sex belägna i dessa tre namngivna comarcor.
De allra flesta invånare i Katalonien bor i ett antal större stadsområden (tätortsområden, konurbationer). Den allra största av dessa är centrerad kring huvudstaden Barcelona, där cirka 60 procent av alla katalaner är bosatta. Barcelonas stadsregionen är också platsen för sju av Kataloniens mest befolkningsrika kommuner.
De största stadsområdena 2008 var följande:
| # | Stadsområde/tätortsregion                                                                                          | Invånare 2008 |
| - | --- | ------------- |
| 1 | Barcelona (inklusive L'Hospitalet de Llobregat, Badalona, Terrassa, Sabadell, Mataró och Santa Coloma de Gramenet) | 4 542 490     |
| 2 | Reus-Tarragona | 423 360       |
| 3 | Blanes (inklusive Pineda del Mar och Lloret de Mar)                                                                | 182 673       |
| 4 | Girona (inklusive Salt)                                                                                            | 180 426       |
| 5 | Lleida | 176 543       |
| 6 | Manresa | 138 215       |
| 7 | Vic (inklusive Manlleu)                                                                                            | 129 994       |

### Politik

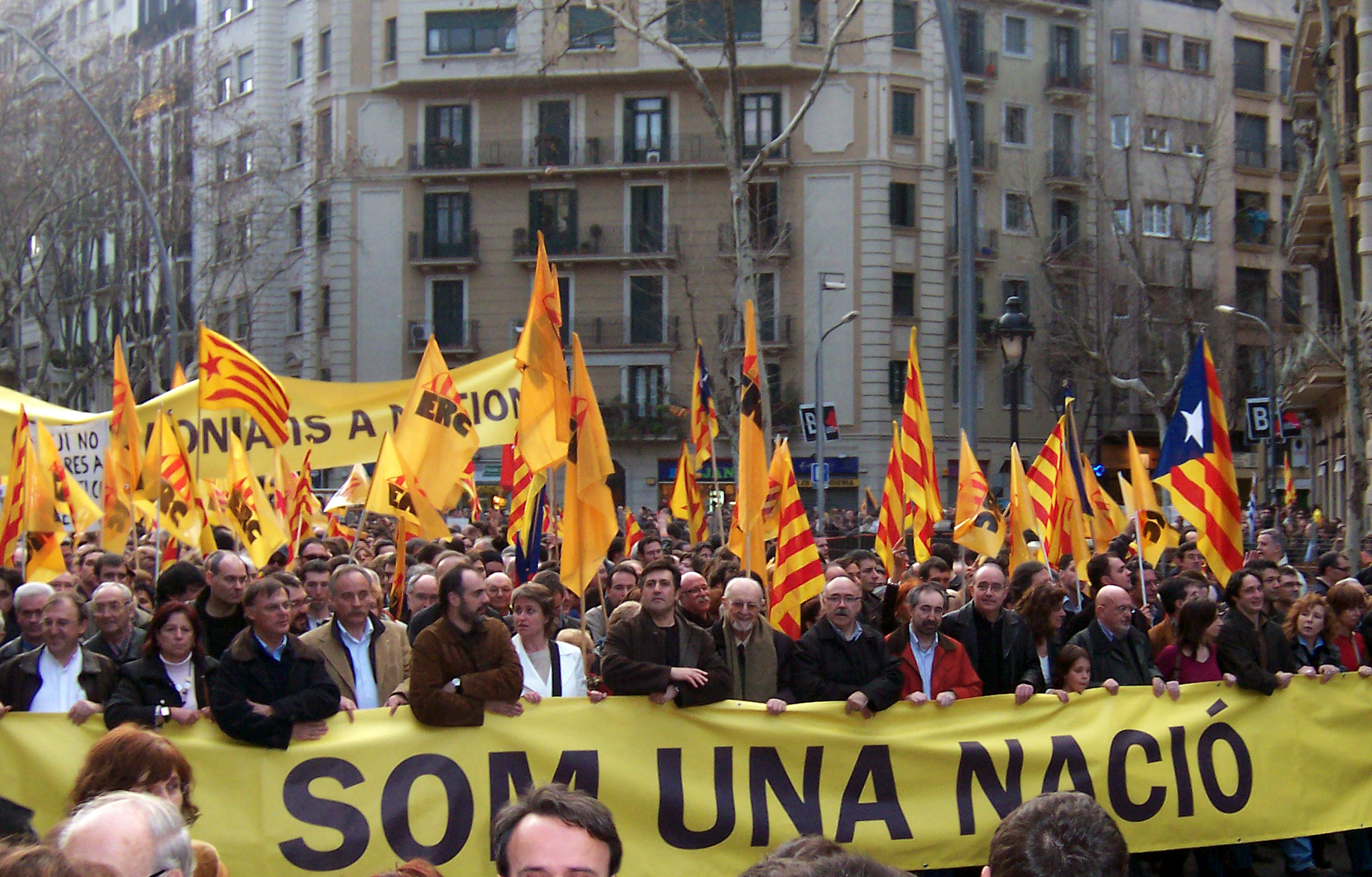
Demonstration 2006 för katalansk självständighet. Massdemonstrationer med samma budskap syns numera ofta i Barcelona den 11 september.

Katalonien har, som alla Spaniens regioner, en relativt långtgående autonomi. De katalanska kraven på självbestämmande är dock mer högljudda än på många andra håll och kan endast jämföras med de i Baskien. I båda regionerna har den regionala kulturen djupa rötter, och både baskiskan och katalanskan är del av regionernas respektive särart. Den katalanska regionregeringen – Generalitat de Catalunya – räknar sig som en efterföljare till hertigdömet Kataloniens styre, vilket avskaffades 1714. Regionregeringens ledare – ibland kallad Kataloniens president – är sedan 2010 Artur Mas. Artur Mas representerar partiet Convergència i Unió. Partiet har sedan bildandet 1978 varit en ledande politiskt kraft i Katalonien, först som en koalition mellan två separata partier (Convergència Democràtica de Catalunya och Unió Democràtica de Catalunya) och sedan 2001 som en fastare federation.
I Katalonien har Spaniens två statsbärande partier – det borgerliga Partido Popular (PP) och det socialistiska PSOE betydligt mindre framträdande roller. Särskilt har PP, med sin ofta centralistiska politik och med rötter i Francos Spanien haft svårigheter att hävda sig i katalansk regionalpolitik, och dess potentiella väljare har sedan slutet av 1970-talet i mycket stor utsträckning istället lierat sig med det allmänborgerliga men katalansknationalistiska CiU. Särskilt syns detta i landsbygdsområdena av Spanien, där de olika kommunerna i regel styrs antingen av CiU eller av det katalanska vänsterpartiet ERC. PSC (PSOE:s katalanska gren) är betydligt starkare i många stadsregioner, inklusive området kring Barcelona, Tarragona och Lleida. 2015 års spanska region- och kommunalval kom dock att präglas av de många nybildade partierna, och i själva Barcelona blev partikoalitionen "Barcelona en Comú" (Barcelona tillsammans) största parti.
11 september 2013 – på Kataloniens nationaldag – genomfördes en stor manifestation då en 48 mil lång mänsklig kedja, Via Catalana, bildades genom regionen i stöd för självständighet från Spanien. Kedjan av människor sträckte sig från Kataloniens södra gräns (till Valenciaregionen) till Kataloniens norra gräns (till franska Pyrénées-Orientales). Rapporter från Kataloniens regering angav antalet människor i kedjan till 1,6 miljoner, medan spanska unionister i en senare omräkning menade att det inte var fler än 800 000 personer – varav ungefär 130 000 minderåriga (icke-röstberättigade).

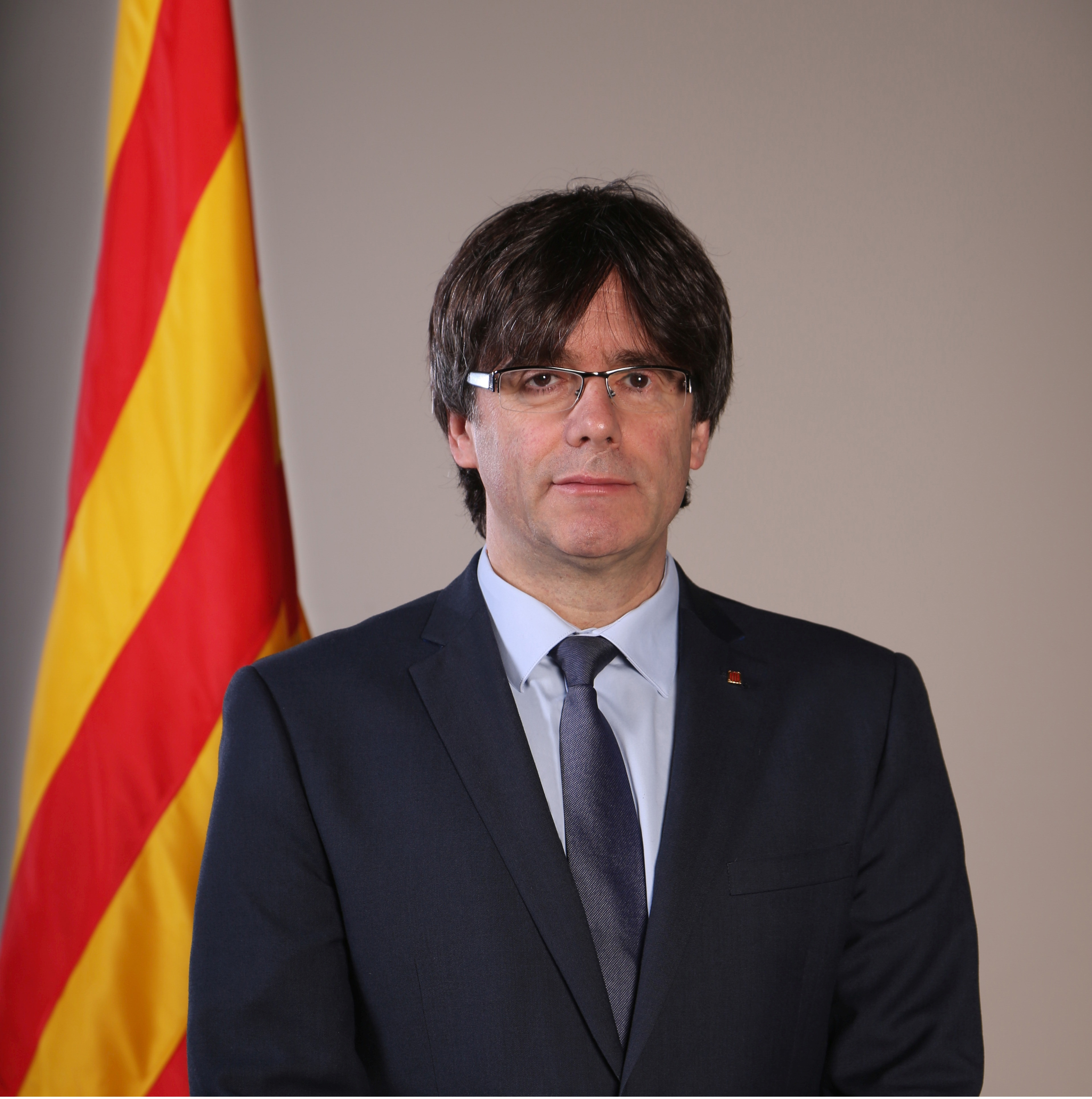
Carles Puigdemont, regionpresident i Katalonien 2016–2017.

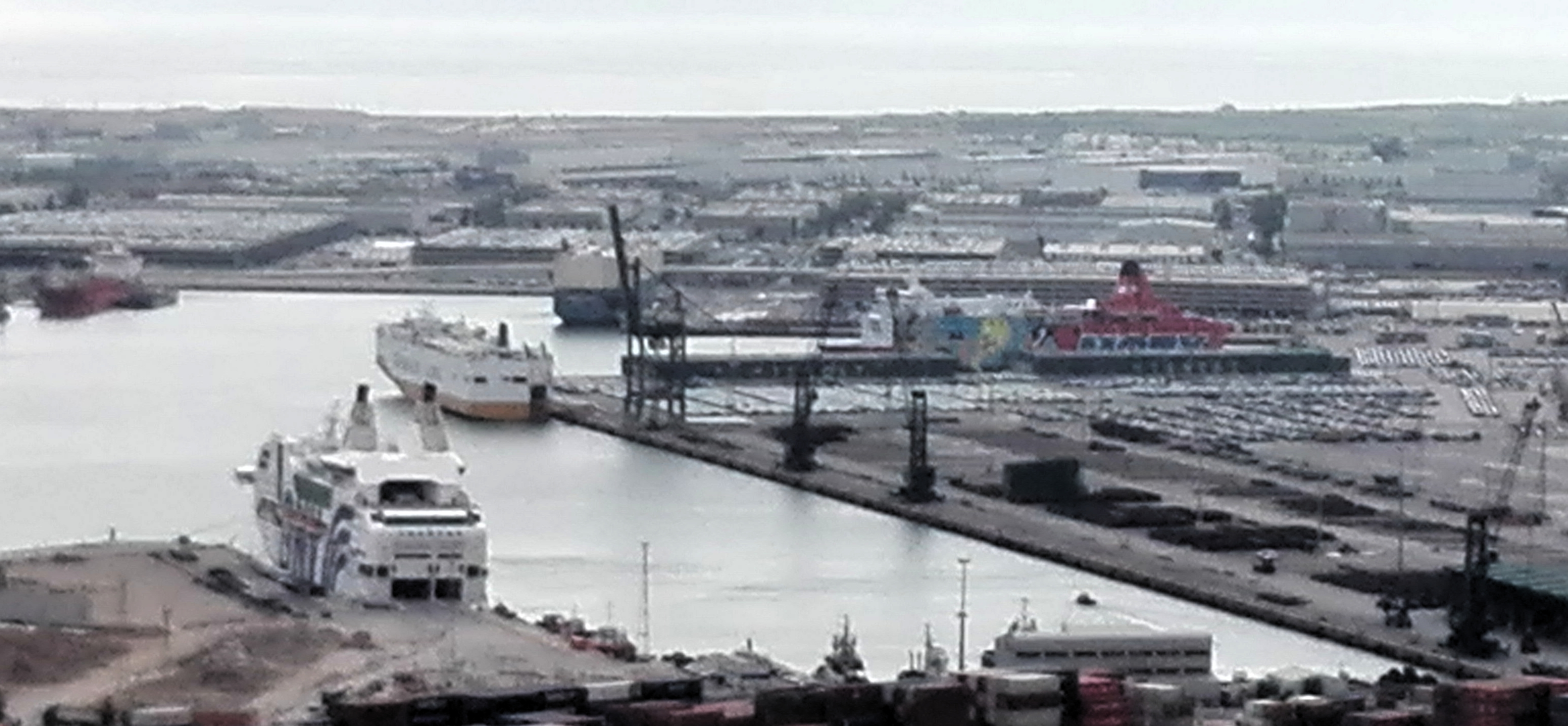
M/S Rhapsody (t.v.) och M/S Moby Dada (t.h.) låg under hösten 2017 vid kaj i Barcelonas hamn. Fartygen härbärgerade extrainkallade polisstyrkor som skulle se till att återställa respekten för spansk lag och ordning i Katalonien, inför en ensidigt utlyst folkomröstning med oviss utgång.

2014 deltog enligt uppgift 1,8 miljoner människor i nationaldagsfirandet i Barcelona. Cirka en halv miljon demonstranter för Kataloniens självständighet formerade vid 19-tiden – genom att fylla två korsande gator – ett sammanlagt 11 km långt röd-gul-randigt V (som i votar, 'rösta', eller victoria, 'seger').
Kataloniens regionala regering, 2011–2015 bestående av CiU och ERC och då ledd av Artur Mas, utlyste en folkomröstning om regionens självständighet till den 9 november 2014. Centralregeringen i Madrid, bestående av PP och ledd av Mariano Rajoy, menade att omröstningen stred mot Spaniens konstitution och att den därför inte skulle kunna hållas. Efter två ogiltigförklaranden från Spaniens författningsdomstol och två omdefinitioner av omröstningen hölls den trots allt den 9 november, med ett svagare mandat (mer jämförbar med opinionsundersökning).
Kataloniens självständighetskamp ses ur självständighetsförespråkarnas eget perspektiv som Ukrainas kamp för oberoende gentemot Ryssland. Den spanska centralregeringen ser däremot ibland samma strävan som ett utbrytningsförsök likt den hos den ryska separatiströrelsen i östligaste Ukraina. Spanska unionister jämförde i mars 2014 katalansk separatism med Krims "utträde" ur Ukraina samma månad; omdiskuterade folkomröstningar har arrangerats i båda områdena.
Regionvalen i Katalonien 2015 präglades av en splittring mellan självständighetsförespråkare och -motståndare. CDC:s öppna stöd för den förra linjen ledde till att den långlivade partikoalitionen i CiU upphörde. CDC och ERC gick till val på den nya plattformen Junts pel Sí ('förenade för ja'), och tillsammans med det radikala och självständighetsivrande vänsterpartiet CUP nådde de egen majoritet i parlamentet; tidigare koalitionspartnern UDC lades slutligen ner i början av 2017, på grund av förlorat väljarstöd och usel ekonomi. Den nya palamentsmajoriteten röstade i november för ett beslut att gå mot full katalansk självständighet, parad med anordnandet av en ny och beslutande folkomröstning. Carles Puigdemont blev ny regionpresident januari 2016, och folkomröstningen utlystes till 1 oktober 2017. Däremellan var CDC föremål för en korruptionsaffär, vilket ledde till att partiet upplöstes och i praktiken ersattes av Partit Demòcrata Europeu de Catalunya (PDeCAT).
Sedan 28 oktober 2017 blev den regionala autonomin tillfälligt indragen, med hänvisning till utropandet av Republiken Katalonien. Parlamentet upplöstes samtidigt, i väntan på det utlysta nyvalet den 21 december, och åtal för bland annat uppror väcktes mot både regionregering och talmän. Valet gav inga stora förändringar av styrkeförhållandena; Ciutadans-Ciudadanos blev största parti men självständighetssidan behöll den parlamentariska majoriteten. ERC-ledamoten Roger Torrent valdes 17 januari till ny talman för parlamentet.
I maj valdes till slut Quim Torra till ny regionpresident av Kataloniens parlament. Efter att hans regionregering godkänts av Spaniens regering inleddes en återgång från spanskt direktstyre över regionen till regional autonomi. Sedan även Torras styre plågats av samarbetsproblem med Madrid, åtalades han för maktmissbruk och avstängdes från sin post i september 2020. Vice regionpresidenten Pere Aragonès tillträdde därefter som interimspresident och valdes 21 maj 2021 till ny regionpresident, efter framgångar i regionvalen. 2024 efterträddes han på posten av PSC-ledaren Salvador Illa, sedan PSC blivit största partiet i regionvalen.

### Internationella relationer
Katalonien hade fram till oktober 2017 officiell representation i ett antal länder. Detta inkluderade 32 handelskammare i 27 länder, fem utrikeskontor för Institut Ramon Llull och ett tiotal officiella katalanska turistbyråer. Dessutom hade man fyra utrikes beskickningar samt en delegation till EU. De internationella diplomatiska beskickningarna drogs in efter införandet av spanskt direktstyre över regionen 28 oktober, med hänvisning till att Spaniens utrikespolitik uteslutande sköts av den spanska regeringen. Se vidare Generalitat_de_Catalunya#Internationell_representation.
Regionen har även vänortsrelationer med flera regioner i andra länder. Man har valt regioner i gränsområden, omgivna av större kultursfärer eller tillväxtregioner med multikulturell sammansättning.
- Nuevo León, Mexiko
- Kalifornien, USA[74]
- Québec, Kanada

## Ekonomi  och infrastruktur

### Jordbruk, gruvor och industri

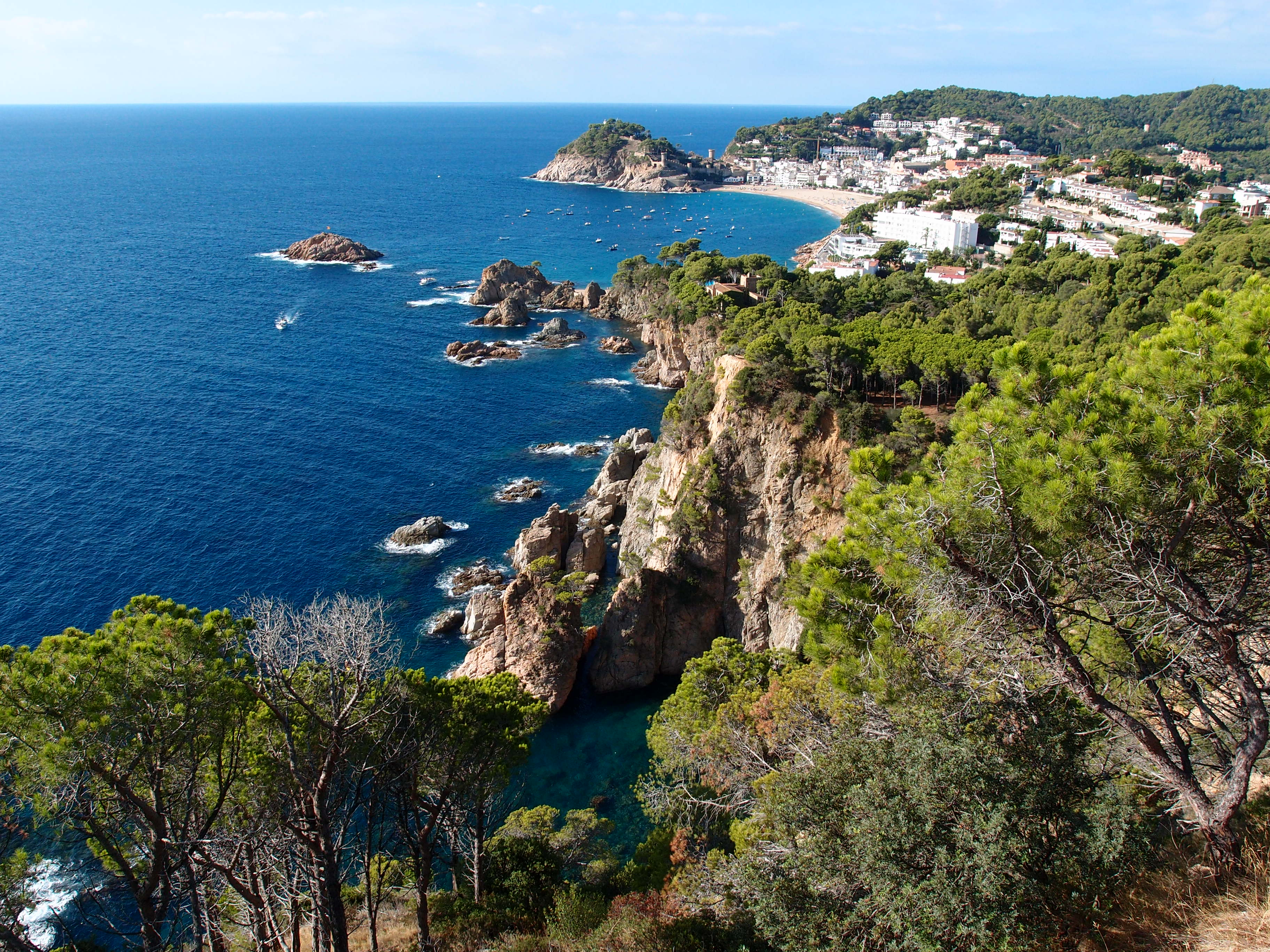
Kustlinjen vid Tossa de Mar.

Endast kusten och de lägre dalarna har vad gäller växtlighet Medelhavsländernas allmänna prägel. Man påträffar där både oliv- och apelsinträd, ris och dadelpalmer, men de senare hinner aldrig längre än till blomning. I det inre är floran mycket mera växlande, och där förekommer nästan alla det tempererade bältets träd och frukter. Korkeken är vanligt förekommande. Jorden är i allmänhet bördig och omsorgsfullt odlad och lämpar sig väl för alla vanlig sädesslagen. Konstbevattningen av markerna har utvecklats och är omfattande i det västra, torra inlandet. Skogsindustrin i Katalonien utgjordes år 2007 av 3800 företag som tillsammans stod för 2,8 procent av den katalanska industrins bruttoförädlingsvärde, konsumtionen av virke uppgick till 4 miljoner kubikmeter varav 750 000 togs ur de katalanska skogarna.
Mineraltillgångarna utgörs av järn, koppar, bly, stenkol och bergsalt. I Bages i centrala Katalonien ligger ett av Europas större gruvfält för utvinning av bergssalterna sylvinit, karnallit, halit och anhydrit.
Industrin är livligare än i någon annan del av Spanien. Länge var Katalonien den enda delen av Spanien med verkligt moderna fabriksstäder och större industrianläggningar. Dagens katalanska ekonomi har en viktig industriell, baserad främst på tillverkningsindustri inom bland annat bilar, lastbilar, flygplansdelar, kemikalier, möbler, mat och elektronik (bland annat datorkomponenter) och varvsindustri. Inför de olympiska sommarspelen 1992 inleddes en byggboom som ännu pågår; den drivs numera på av en ökande turism. En annan viktig sektor är förlagsindustrin med översättningar, bokutgivningar, grafisk illustration och så vidare. Totalt arbetade drygt 6 procent inom konstruktionsindustrin 2014 (mot cirka 10 procent år 2001), och samma år sysselsattes knappt 20 procent inom övrigt industri (mot över 26 procent 13 år tidigare).
Knappt 2 procent av den arbetsföra befolkningen arbetade 2014 (mot cirka 2,5 procent år 2001) inom jordbrukssektorn med bland annat tillverkning av mousserande vin, matprodukter, grisuppfödning, fruktodlingar och så vidare.

### Tjänster och utveckling
Andelen sysselsatta inom tjänstesektorn har under senare år ökat från en redan högt nivå. År 2001 var 54 procent av de arbetande verksamma inom tjänstesektorn, med bland annat turism, reklam och forskning. År 2013 hade den andelen ökat till 79 procent, parallellt med att inte minst Barcelona sett en stor ökning av utrikesbaserad turism.
Katalonien är en av de fyra regionerna som ingår i samarbetet Europas fyra motorer tillsammans med Lombardiet, Baden-Württemberg och Rhône-Alpes. År 2012 var dock 22,7 procent av den katalanska arbetskraften utan arbete, vilket kan jämföras med EU-snittet på 10,5 procent och Spaniens riksgenomsnitt på 25,0 procent.

### Handelsbalans och företagande
Katalonien har under senare år sakta ökat sin export till andra länder, samtidigt som exporten till övriga Spanien legat ungefär still. År 2000 gick 57,1 av regionens export till övriga Spanien och 42,9 procent till andra länder. 2011 var motsvarande siffror 47,1 procent till övriga Spanien och 52,9 procent till andra länder. I reda pengar motsvarade exporten till övriga länder ungefär 33 miljoner euro år 2000 och 5 miljoner euro elva år senare.
Under samma period utjämnades också handelsbalansen mellan Katalonien och omvärlden. Tidigare hade regionen ett rejält handelsöverskott till övriga Spanien (12,2 procent av regionens BNP år 2000) och ett märkbart handelsunderskott (–4,9 procent av BNP samma år) mot övriga länder. 2011 hade balansen mot övriga länder vänts till ett överskott på 1,8 procent av BNP, medan överskottet mot övriga Spanien samtidigt sjunkit till 2,2 procent. Utvecklingen delvis förklaras med den spanska skuldkrisen, som drabbade både den spanska konsumtionen (av katalanska varor) och den katalanska dito (av utländska varor).
2014 flyttade 385 katalanska företag sina huvudkontor till andra delar av Spanien (i första hand till Comunidad de Madrid). Detta har av vissa bedömare kopplats till regionens självständighetssträvanden, främst via president Artur Mas styre sedan 2011.
Hösten 2017 flyttade cirka 7 000 spanska företag sin juridiska hemmahörighet ur Katalonien i samband med att regionen utropade sin självständighet. Under den följande processen, med spanskt direktstyre och därefter flera självständighetsivrande regionregeringar, hade flera av Spaniens största banker och penninginstitutioner (inklusive La Caixa med Caixabank samt Banco Sabadell) säte utanför regionen samtidigt som de flesta anställda var kvar i Katalonien. 2025 skedde en våg av juridiskt återflyttande av många av dessa företag till regionen, efter att socialisten Salvador Illa året innan tagit över som katalansk regionpresident.

### Transporter
Katalonien, en central region i sydvästra Europa, är väl tillgodosedd vad gäller transportmöjligheter till lands, sjöss och i luften. Detta inkluderar ett nät av motorvägar och Europavägar, snabbtågsjärnvägar, färjeförbindelser och Spaniens näst mest trafikerade flygplats.
Flygplatser

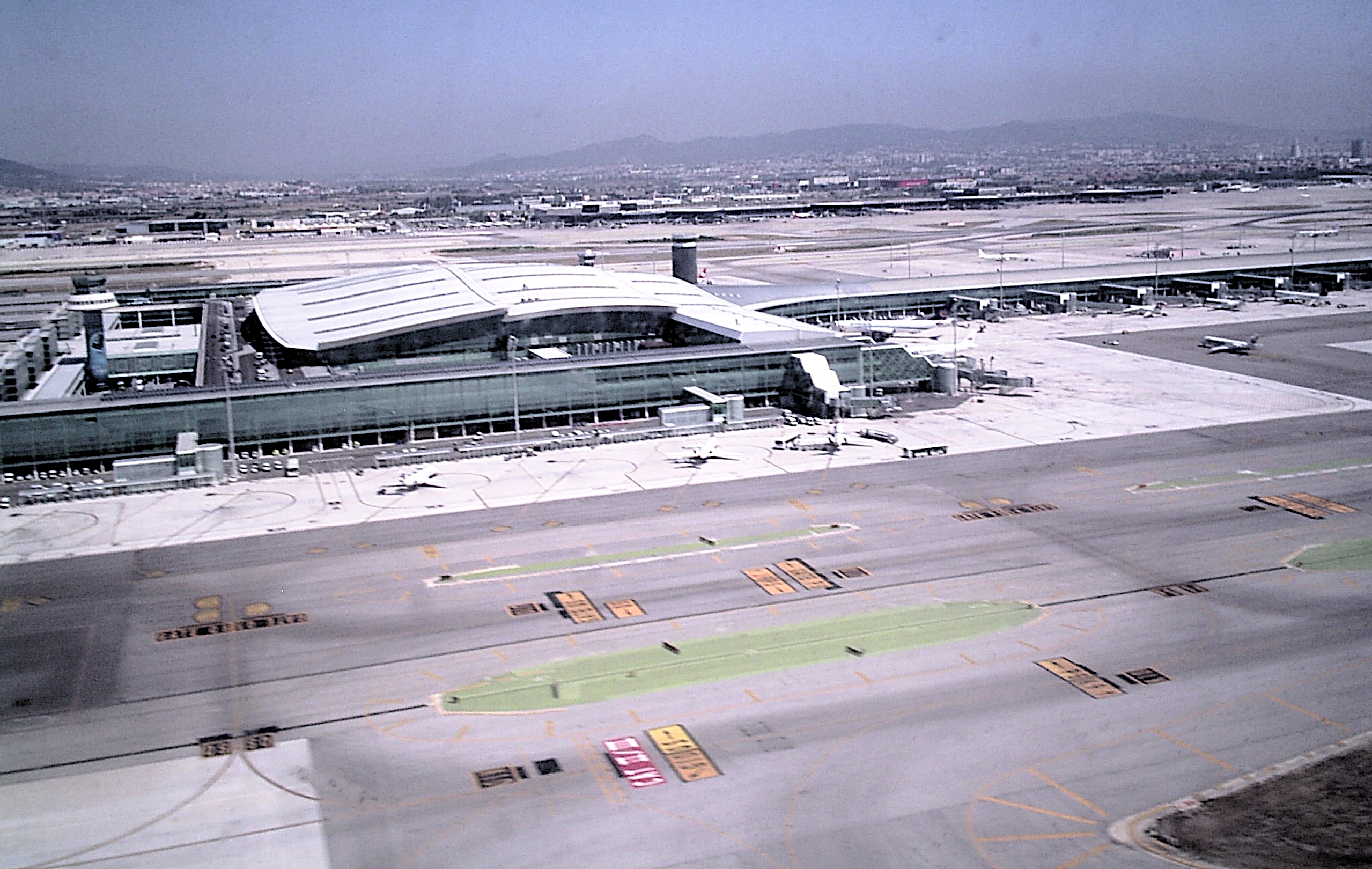
Fotografi över de båda huvudterminalerna på flygplatsen Barcelona-El Prat (T2 närmast, T1 längre bort).

- Barcelona-El Prat, cirka 15 kilometer sydväst om Barcelonas centrum, är den största flygplatsen i Katalonien och näst störst i Spanien (efter Adolfo Suárez Madrid-Barajas). Flygplatsen härbärgerar sedan 2009 två huvudterminaler, T1 och T2, vilka tillsammans har en årskapacitet på 55 miljoner passagerare.
- Girona-Costa Brava, belägen en dryg mil söder om Girona, används flitigt av lågprisflyg och för den internationella turismen kopplad till Costa Brava.
- Reus Airport ligger mellan Reus och Tarragona, en timmes bilkörning söder om Barcelona. Flygplatsen hanterar främst turismen södra delen av Katalonien.
- Sabadell i Sabadell norr om Barcelona hanterar ingen kommersiell trafik. Den är dock huvudsaklig flygplats för spanska statens tjänsteresor till och från Barcelonaregionen.
- Aeroport de Lleida-Alguaire invigdes år 2010. Den är största flygplats i västra delen av Katalonien, belägen strax norr om Lleida.
- Aeroport Andorra – la Seu d'Urgell är belägen söder om Seu d'Urgell. Den invigdes 1982 men var utan kommersiell trafik åren 1984–2009. Från och med 2015 planeras den vara huvudflygplats för nybildade Air Andorra.

Hamnar

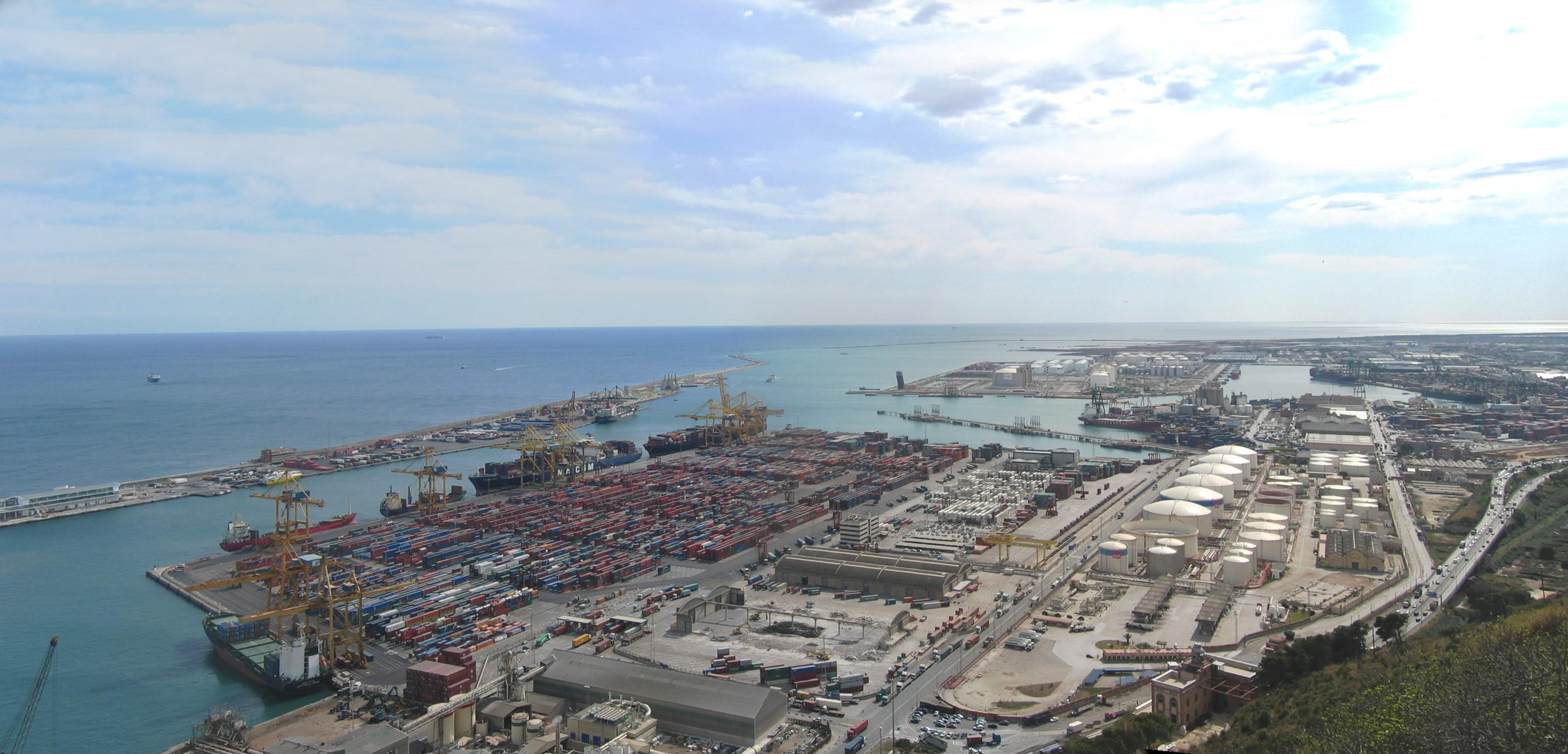
Barcelona har den tredje största containerhamnen i Spanien.

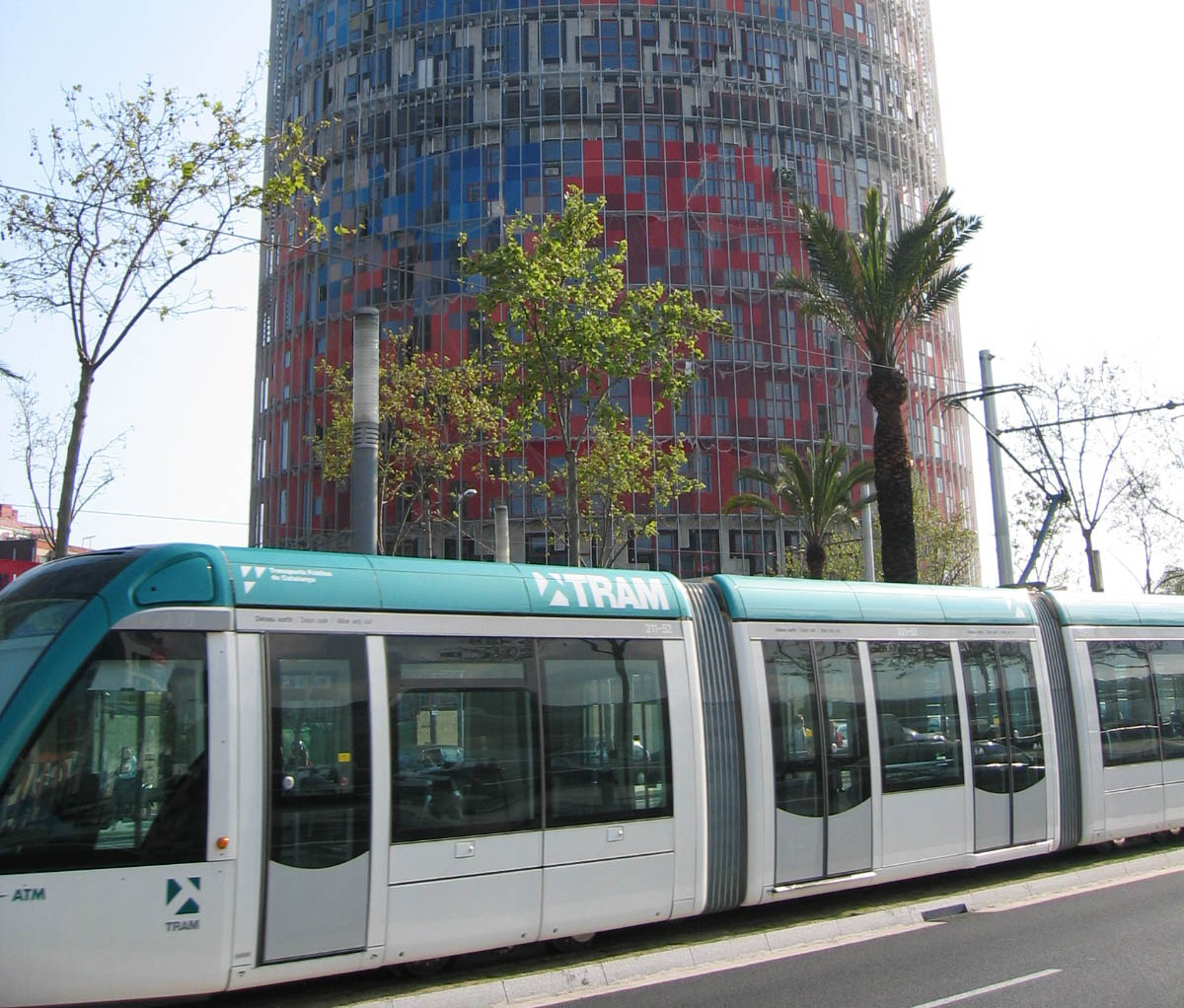
Barcelona har både tunnelbana och spårväg.

Katalonien har en lång kust med flera hamnstäder. De två största stadsregionerna vid kusten ligger kring Barcelona och Tarragona, vilka även har Kataloniens två största hamnar. Barcelonas hamn är den tredje största containerhamnen i Spanien, medan Tarragonas hamn främst hanterar import och vidareförädling av petroleumprodukter.
Järnväg
28 oktober 1848 invigdes den första spanska järnvägssträckan – de 28 km mellan Barcelona och Mataró. Under resten av 1800-talet lades ner än 1 000 km järnvägsräls i regionen, vilket motsvarar cirka 80 procent av dagens rälslängd. Majoriteten av banorna finansierades av privat kapital, för att underlätta transporten av industriprodukter från fabrikerna in till de större orterna.
Under 1900-talet har järnvägsnätet inte förändrats nämnvärt, och det är fortfarande i hög utsträckning centrerat runt Barcelona och Barcelonas storstadsregion. De två huvudsakliga sträckningarna löper utmed kusten – mellan Valenciaregionen och södra Frankrike och från Barcelona till Zaragoza (över Manresa och Lleida.
De två huvudsakliga järnvägsbolagen i Katalonien är det statsägda ADIF (en avknoppning av RENFE) och FGC (ägt av Kataloniens regionstyre). Dessa äger själva järnvägslinjerna i regionen. Järnvägstrafiken sköts å sin sida av statliga RENFE och FGC.
2008 inleddes snabbtågstrafik (AVE) mellan Barcelonas centralstation och flera andra spanska städer, inklusive Madrid. Senare kopplades Spaniens och Frankrikes höghastighetsbanor samman, och december 2013 körs direkttrafik (utan byte vid gränsen) mellan de båda länderna.
2005 offentliggjorde Kataloniens regionstyre en ambitiös satsning på 1 000 kilometer nyanlagd järnväg fram till år 2026 – 800 km enligt Europeisk snabbspårsstandard och 300 km enligt spansk bredspårsstandard. Syftet var att bättre binda samman de olika delarna av Katalonien utan Barcelonaregionen. Fram till 2015 har endast en del av dessa planer förverkligats.
Övrig kollektivtrafik

Karta från 2009 över kommuner som ingår i någon av de 4 integrerade kollektivtrafikregionerna.

Katalonien har ett tunnelbanesystem – Barcelonas tunnelbana. Det förbinder (via sträckningar under eller över jord) Barcelona med ett antal av randstäderna. Idag (2015) har systemet elva tunnelbanelinjer i drift, skötta av antingen TMB (Barcelonas kommunala bolag för kollektivtrafik) eller regionägda FCB. I Barcelonaprovinsen finns även två spårvägssystem, medan staden Barcelona har ett lånesystem för cyklar – Bicing (snarlikt Göteborgs Styr & ställ).
1997 startades integreringen av de olika kollektiva transportsystemen i Katalonien under den nybildade transportmyndigheten ATM (Autoritat del Transport Metropolità), där den katalanska regeringen tillsammans med de kommuner som frivilligt anslutit sig, organiserar, finansierar och planerar utvecklingen av regionens kollektivtrafik. Fram till 2015 har över hälften av alla kommuner i Katalonien anslutit sig. ATM är indelat i fyra regioner som i stora drag sammanfaller med de fyra katalanska provinserna, med vissa undantag såsom kommuner där resandeutbytet är större med Barcelona är något av de övriga tre storstadsområdena. Vissa gränskommuner är anslutna till de integrerade tariffsystemen i två olika provinser, exempelvis El Vendrell som ingår i både Barcelonas och Tarragonas tariffsystem.
I Barcelonas storstadsområde där kollektivtrafikintegreringen pågått sedan 1997 har 346 kommuner anslutit sig till ett integrerat tariffsystem som omfattar sju olika zoner med drygt 700 busslinjer samt Barcelonas tunnelbana och storstadsområdets pendeltågslinjer och spårvagnar. Näst längst har integrationen kommit i Tarragona där 132 kommuner anslutit sig till ett integrerat tariffsystem med 200 busslinjer samt 6 pendeltågslinjer.
I de två övriga provinserna Lleida och Girona har integrationen ännu inte kommit lika långt, eftersom många kommuner fortfarande valt att inte ansluta sig. Pendeltågstrafiken i dessa två provinser är dock integrerad med stadsbusslinjerna i Lleida och Girona samt vissa interurbana linjer, medan stadsbuslinjer i övriga mindre städer – såsom Figueres, Olot, Sant Feliu de Guíxols, Tarrega och Balaguer – ännu inte ingår. Något förvirrande kan vara det faktum att det är kommunerna som beslutar om de ska ansluta sig till det integrerade tariffsystemet, medan de privata bussbolagen driver både integrerade linjer samt linjer som inte ingår – med exakt likadana bussar (utan att någon information anger ifall linjerna är anslutna till det integrerade tariffsystemet). 2012 invigdes ett nytt nät av expressbussar mellan regionens städer, med namnet Exprés.cat.

## Befolkning

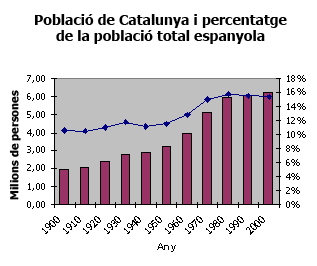
Befolkningsutvecklingen i Katalonien under 1900-talet. Staplarna och vänsterkantens siffror visar på antal miljoner invånare, medan kurvan och högerkantens siffror visar på regionens andel av hela Spaniens befolkning.

### Demografi
Kataloniens befolkning är i mitten av 2010-talet cirka 7,5 miljoner stor. Tio år tidigare var befolkningens storlek på cirka 7 miljoner, varav ungefär 1,5 miljoner bodde i huvudstaden Barcelona och ytterligare 3,5 miljoner i hela storstadsregionen Barcelona. Katalonien är sålunda i hög grad en urbaniserad spansk regionen, med en stark central befolkningskoncentration kring regionhuvudstaden.
Befolkningen steg kraftigt under 1900-talet, från 2 miljoner invånare år 1900 till cirka 5 miljoner år 1960. Däremellan skedde bland annat en stor invandring från inte minst Andalusien, Murciaregionen och Extremadura till den tidigt industrialiserade regionen i nordöstra Spanien. I början av 1990-talet skedde en ny invandringsvåg, denna gång från utlandet. 
Det förändrade ursprunget bland de inflyttade i regionen syns tydligt i befolkningsstatistiken. 2013 var cirka hälften av invånarna över 70 år födda i andra delar av Spanien, medan de utlandsfödda knappt märktes i statistiken. Samma år var cirka 30 procent av befolkningen mellan 10 och 40 år utlandsfödd, medan födda i andra delar av Spanien knappt syntes i denna åldersgrupp.
2013 var Kataloniens födelsetal 9,6 och dödstalet 8,16. Den beräknade livslängden var då på väg upp mot 80 år.
Katalonien har tidigare varit en region med stor invandring, och under större delen av 00-talet var den årliga nettoinvandringen på över 2 procent. Detta har under 2010-talet vänts i en nettoutvandring, som år 2013 motsvarade 0,6 procent (motsvarande cirka 50 000 personer).
Katalonien (och då särskilt Barcelonaregionen) är en viktig tillfällig vistelseort för icke-spanjorer. År 2014 bosatt sig drygt 8 000 spanska (men icke-katalanska) samt 91 000 utländska medborgare i Katalonien; över hälften av de utländska medborgarna var det året i åldern 16–34 år gamla.

### Språk

Katalansktalande regioner i Europa.

Katalonien har tre officiella språk: katalanska, spanska och aranesiska. Aranesiska talas i Arandalen som ligger i Pyrenéerna, i nordvästra Katalonien, gränsande mot Aragonien och Frankrike. Katalanska har en speciell status sedan autonomiakten från 1979. Där anges det att katalanska är ursprungsbefolkningens språk. Katalanska är också officiellt språk i furstendömet Andorra.
I Katalonien har katalanska och spanska ungefär lika stor andel modersmålstalare, med en liten men tydlig övervikt för spanskan. På grund av invandring från andra delar av Spanien har andelen spansktalande stigit, inte minst i regionens stadsområden. Däremot är både den offentliga administrationen och utbildningsväsendet främst katalanskspråkiga, vilket lett till att den katalanska befolkningen i mycket hög grad är tvåspråkig på katalanska och spanska; nästan alla förstår båda språken, nästan alla kan skriva på spanska och minst 60 procent av personer över 15 år kan skriva på katalanska (år 2013). Andelen tvåspråkiga blev fram till 1990-talet märkbart högre hos de yngre, som en följd av införandet av katalanska som skolspråk ett antal år tidigare. Inom Katalonien är spanskan det större språket i dagligt bruk i kustområdet från Tarragona till Barcelona, medan katalanskan är större i den övriga delen av regionen.
Aranesiskan är numera minoritetsspråk i Val d'Aran. Det inhemska språket är första språk för cirka 20 procent av invånarna, medan hälften av befolkningen i vardagslag talar spanska och större delen av resten katalanska.

### Utbildning
I Spanien har de olika regionerna stort inflytande över utbildningen. I Katalonien har relationen mellan de två dominerande språken katalanska (nationalspråk och regionens "eget" språk) och spanska (landets officiella språk) lett till en särskild språkpolitik inom undervisningen. Från andra klass är katalanska det obligatoriska språket i undervisningen – oavsett elevernas bakgrund. Eleverna anses få tillräckliga kunskaper i spanska genom dess dominans i Spaniens samhällsliv i övrigt, inklusive det spanska TV-utbud som till 4/5 väljs även i Katalonien. Spanska används endast som undervisningsspråk uppskattningsvis två timmar i veckan, och effekterna på de språkliga kunskaperna hos eleverna har varit omdebatterade.
Det här språkbadet (immersió lingüística) inom undervisningsväsendet, i syfte att stärka katalanskas ställning i det katalanska samhället, har pågått sedan tidigt 1980-tal. Det katalanska systemet ses ofta som en framgång, eftersom det bidragit till en ökad tvåspråkighet i regionen och en ökad social integration. Samtidigt bidrog genomförandet av det katalanska språkbadet att regionen förlorade ett stort antal spanskspråkiga lärare, och systemet utsätts numera för nya utmaningar i en miljö där allt fler invandrarspråk hörs i de katalanska skolkorridorerna. Parallellt med en ökad tvåspråkighet har kunskaperna om katalanskan ökat även bland de spanska modersmålstalarna. 1983, när lagen om det katalanska språkbadet genomdrevs, förstod 53,1 procent av de vuxna invånarna i Katalonien det katalanska språket; 2012 var motsvarande siffra 83,2 procent.
Undervisningssystemet i Katalonien har även kritiserats på andra områden. Vissa bedömare anser att det bland annat ger en skev bild av Kataloniens historia och dess relationer till övriga Spanien. Katalonien framhävs där ofta som ett eget land, skilt från Spanien. Beskyllningarna från centralt spanskt håll, med påståenden om ett politiserat utbildningsväsen, bemöts dock ofta som osakliga från representanter för skolan i Katalonien.

## Kultur och kulturspridning

### Kulturella symboler och framträdande namn
| Katedralen i Barcelona (vänster) och Sagrada Família (höger). |  | Katedralen i Barcelona (vänster) och Sagrada Família (höger). |
| Katedralen i Barcelona (vänster) och Sagrada Família (höger). |  |                                                               |

Bland de mer kända katalanska symbolerna finns den röd- och guldrandiga flaggan – senyera. Nationaldagen den 11 september är föremål för ett stort årligt firande, ofta med självständighetstema. "Els segadors" ('Skördefolket') är den officiella nationalsången.
| Parc Güell (vänster) och Museu Nacional d'Art de Catalunya (höger). |  | Parc Güell (vänster) och Museu Nacional d'Art de Catalunya (höger). |
| Parc Güell (vänster) och Museu Nacional d'Art de Catalunya (höger). |  |                                                                     |

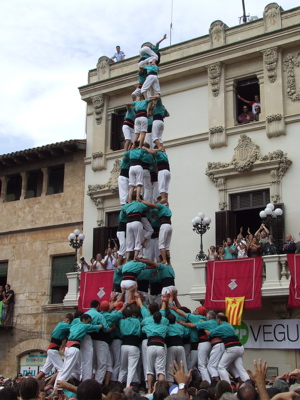
Castell.

Bland övriga, folkliga traditioner kan märkas byggandet av casteller – mänskliga torn – och dansen sardana. Les Falles (ursprungligen från Valenciaregionen) och capgrossos (storhuvudsmasker) är andra vanliga festivalingredienser. Berget Montserrat, med sin tandade kontur, är en av de mer kända geografiska symbolerna, och i Barcelona är både Tibidabo, Sagrada Família och Camp Nou kända symboler.
Flera katalanska arkitekter och bildkonstnärer har nått internationell ryktbarhet. Detta gäller bland annat Antoni Gaudí (Sagrada Família och Parc Güell), Joan Miró och Salvador Dalí. Inom musiken har namn som Montserrat Caballé och Sau nått berömmelse; nova cançó och rock català är två av regionens historiska musikrörelser.
Kataloniens litteratur har en lång historia, och katalansk litteratur (litteratur på katalanska) etablerades under senmedeltiden. Den katalanska litteraturen har genom århundradena även författats i angränsande regioner med katalanska författare, inklusive Valencia (bland annat Tirant den Vite) och Balearerna (exempelvis av Raimundus Lullus).
Det andra blomstringen inleddes på 1800-talet med den kulturella och politiska renässansen (Renaixença), representerad av författare och poeter som Jacint Verdaguer, Narcís Oller, Joan Maragall och Àngel Guimerà. Under 1920-talet utvecklades avantgarde-rörelser representerade av Josep Carner, Carles Riba, J.V. Foix och andra. Under inbördeskriget och Francoperiodem var de mest framstående författarna Josep Pla, Mercè Rodoreda och Salvador Espriu.

### Massmedier
I Katalonien ges numera ut dagstidningar både på spanska och katalanska. De två största dagstidningarna med utgivning i regionen, La Vanguardia (grundad 1881) och El Periódico de Catalunya  (grundad 1978), fanns länge enbart i spanskspråkiga utgåvor. Sedan 1997 har El Periódico även en edition på katalanska, något som 2011 togs efter av La Vanguardia Tack vare sina två språkversioner har La Vanguardia sedan 2011 återtagit rollen som regionens största dagstidning (cirka 200 000 ex mot 130 000 ex – räknat i daglig försäljning). Båda tidningarna säljer ungefär 50 procent av upplagan i vardera språk. Därutöver finns mindre, enspråkigt katalanska dagstidningar; de största av dessa är El Punt Avui (cirka 50 000 i upplaga) och Ara.
Sedan 1970-talet har ett flertal regionala och lokala dagstidningar antingen bytt från spanska till katalanska, etablerat upplagor på katalanska eller börjat publicera delar materialet på katalanska. Denna utveckling understöds aktivt av Generalitat de Catalunya, Kataloniens regionstyre, som sedan 1983 års "Lag om Linguistisk Normalisering" utvecklat ett bidragssystem som ger ekonomiska bidrag till katalanskspråkig utgivning i olika medier; 2003 fördelades enligt uppgift 25 miljoner euro i sådana bidrag, medan den ekonomiska krisen bidrog till att mer än halvera dessa siffror i början av 2010-talet.
Katalonien har ett regionalt radio- och TV-bolag, med titeln Corporació Catalana de Mitjans Audiovisuals (CCMA). Dess TV-verksamhet grundades 1983 under namnet Televisió de Catalunya (TVC). Samma år grundades den katalanskspråkiga radioverksamheten under namnet Catalunya Ràdio. Både radio- och TV-sändningar sänds med få undantag ut på katalanska. TV-bolagets huvudkanal är TV3, som sedan 1980-talet varit den mest populära TV-kanalen i Katalonien (även om konkurrensen hårdnat på senare år).
Dessutom sprids många andra spanska (spanskspråkiga) TV- och radiokanaler till Kataloniens TV-tittare och radiolyssnare, vilket innebär att majoriteten av TV-utbudet i katalanska hem sänds på spanska. TV-kanalen med flest tittare än dock fortfarande (siffror från 2013) CCMA:s TV3.
Ett antal mindre lokala TV-kanaler är också verksamma i Katalonien. En av dem är/var Televisió Manresa (TVM), som verkade med regelbundna sändningar mellan januari 2002 och juni 2014.

### Helgdagar och högtider
Katalonien har bevarat traditioner och högtider under lång tid, som är mycket populära än idag. Några är knutna enbart till Barcelona, medan andra gäller hela Katalonien eller hela Spanien.
| Sant Jordi-dagen, Barcelona. |  | Sant Jordi-dagen, Barcelona. |
| Sant Jordi-dagen, Barcelona. |  |                              |

En lista över viktiga helgdagar och högtider:
- 1 januari – Nyårsdagen, Cap d'any
- 6 januari – Trettondedag jul – Epifania, kallas i Kataloniens också De tre kungarnas dag (Dia de Reis)
- Påsken – Långfredagen och Annandag påsk
- 23 april – Sant Jordi-dagen, när både Kataloniens beskyddare Sankt Göran och Världsbokdagen firas.[125]
- 1 maj – Arbetardagen, Dia Internacional dels Treballadors
- Pingst
- Sommarsolståndet – den kortaste natten på året firas under namnet Sant Jordi-natten.
- 24 juni – Den helige Johannes Döparens dag – Naixement de Joan Baptista, i Katalonien även kallad Sant Joan-dagen. I Spanien är det enbart Katalonien som högtidlighåller dagen.
- 15 augusti – Jungfru Marie himmelsfärd, Assumpció de Maria
- 11 september – Kataloniens nationaldag, Diada Nacional de Catalunya, en festhögtid då katalanerna även minns det svåra nederlaget vid Barcelona i det spanska tronföljdskriget
- 24 september – La Mercè, Barcelonas skyddshelgon jungfru Maria firas under en hel vecka.[122] Firandet är årligt sedan 1871.
- 12 oktober – Columbusdagen, Spaniens nationaldag som instiftats till åminnelse av dagen när Christofer Columbus siktade den nya världen
- Allhelgonadagen – Tots Sants
- 6 december – Konstitutionens dag, Constitució Espanyola, firar den nya grundlagen som infördes den 6 december 1978 efter många års diktatur
- 8 december – Den obefläckade avlelsen, Immaculada Concepció
- 13 december – Santa Llùcias dag firas både kyrkligt och med julmarknader.
- Julhelgen – Juldagen och Annandag jul är helgdagar i Katalonien, Nadal och Sant Esteve. Annandagen är i övriga Spanien ingen helgdag.

### Sport

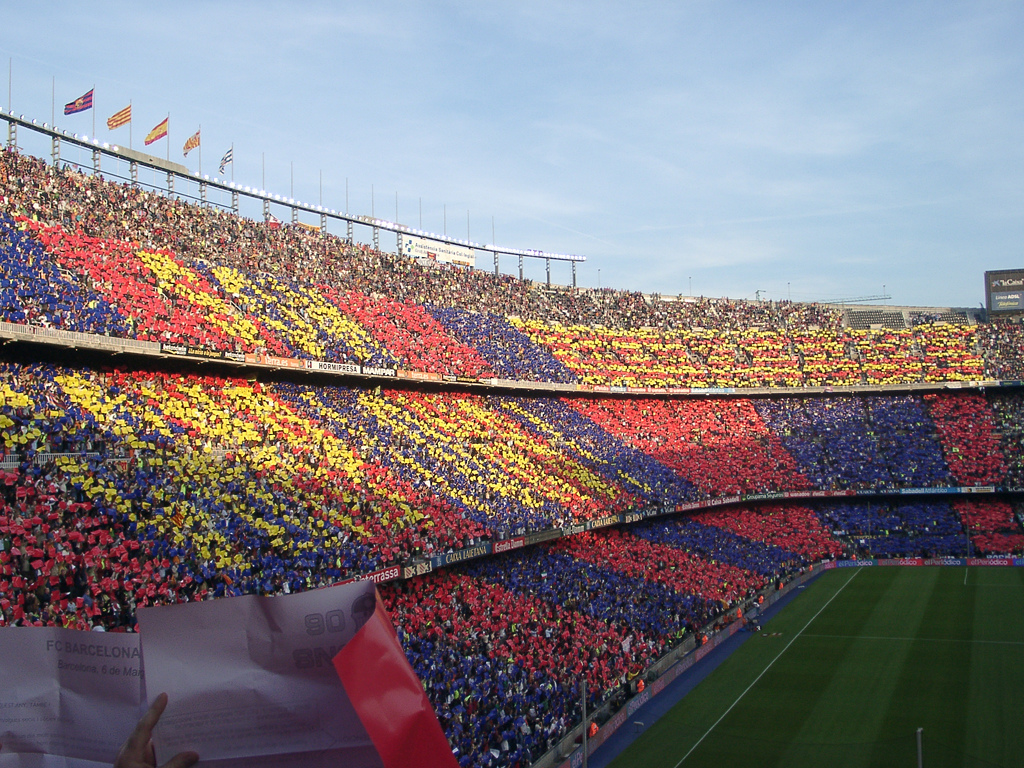
FC Barcelonas hemmaarena Camp Nou är Europas största fotbollsarena, med plats för närmare 100 000 åskådare.

De stora sporterna i Katalonien är fotboll, basket, handboll, rullskridskohockey, tennis och motorsport.
Fotbollsintresset är stort i Katalonien, inte minst kring FC Barcelona – ett av Spaniens två-tre främsta fotbollslag genom i princip hela 1900-talet. Dessutom finns lokalrivalen RCD Espanyol och mindre klubbar som Gimnàstic de Tarragona och Girona FC.
FC Barcelona är även verksam inom andra sporter. Man är en av Spaniens (och Europas) bästa klubbar inom både handboll och basket.
I Barcelona arrangeras sedan 1953 den stora årliga herrtennisturneringen Torneo Godó (även känd som Barcelona Open Banc Sabadell). Katalansk tennis är mest förknippad med grustennis och Roland Garros-vinnare som Sergi Bruguera, Arantxa Sánchez Vicario och Albert Costa.
Internationella tävlingar inom roadracing och Formel 1 hålls årligen på racerbanan Circuit de Catalunya, byggd 1991 cirka 20 km norr om Barcelona. Bland framgångsrika katalanska motorcykelåkare på bana kan nämnas Àlex Crivillé, Dani Pedrosa och Sete Gibernau. Inom trial finns bland annat flerdubbla världsmästarna Adam Raga, Toni Bou och Laia Sanz.